# Ribérac
Ribérac est une commune française située dans le département de la Dordogne, en région Nouvelle-Aquitaine. Ancienne sous-préfecture de 1801 à 1926, la commune a été le chef-lieu du canton de Ribérac, puis en 2015, est devenue son bureau centralisateur.
C'est le lieu de naissance au XIIe siècle d'un des plus célèbres troubadours, Arnaut Daniel.

## Géographie

### Généralités
Dans le quart nord-ouest du département de la Dordogne, en Ribéracois, la commune de Ribérac s'étend sur 22,79 km2. C'est une commune rurale ville-centre de l'unité urbaine de Ribérac et de son aire d'attraction, zonage d’étude défini par l'Insee, qui a remplacé en 2020 l'aire urbaine de Ribérac qui incluait la commune. Elle est bordée par la Dronne, principal affluent de l'Isle, qui limite le territoire communal au nord, et à l'est par la Peychay qui sépare la commune de Saint-Méard-de-Drône.
La ville de Ribérac est établie de part et d'autre du Ribéraguet, un petit affluent de la Dronne. Elle est située, en distances orthodromiques, 19 kilomètres au nord-ouest de Saint-Astier, 24 kilomètres au nord de Mussidan et 30 kilomètres à l'ouest-nord-ouest de Périgueux, à l'intersection des routes départementales (RD) 13, 20, 708 et 709.
Le territoire communal est également desservi à l'ouest par la RD 5.
Jadis, les lignes ferroviaires Magnac-Touvre à Marmande, La Cave à Ribérac et Ribérac à Parcoul - Médillac, aujourd'hui désaffectées, se croisaient à la gare de Ribérac.

### Communes limitrophes
Ribérac est limitrophe de six communes dont Comberanche-et-Épeluche au nord-ouest sur 650 mètres. Son territoire est éloigné de 450 mètres de celui de Saint-Pardoux-de-Drône au sud-est, de moins de 500 mètres de celui de Bourg-du-Bost à l'ouest et de 650 mètres de celui de Celles au nord-est.
| Comberanche-et-Épeluche | Allemans                | Villetoureix         |
| Vanxains                | Ribérac                 | Saint-Méard-de-Drône |
|                         | Saint-Martin-de-Ribérac |                      |

### Géologie et relief

#### Géologie
Situé sur la plaque nord du Bassin aquitain et bordé à son extrémité nord-est par une frange du Massif central, le département de la Dordogne présente une grande diversité géologique. Les terrains sont disposés en profondeur en strates régulières, témoins d'une sédimentation sur cette ancienne plate-forme marine. Le département peut ainsi être découpé sur le plan géologique en quatre gradins différenciés selon leur âge géologique. Ribérac est située dans le troisième gradin à partir du nord-est, un plateau formé de calcaires hétérogènes du Crétacé.
Les couches affleurantes sur le territoire communal sont constituées de formations superficielles du Quaternaire datant du Cénozoïque, de roches sédimentaires du Mésozoïque. La formation la plus ancienne, notée c5c, date du Campanien 3, une alternance de marnes à glauconie et de calcaires crayo-marneux jaunâtres. La formation la plus récente, notée CFp, fait partie des formations superficielles de types colluvions indifférenciées de versant, de vallon et plateaux issues d'alluvions, molasses, altérites. Le descriptif de ces couches est détaillé dans  les feuilles « no 757 - Ribérac » et « no 758 - Périgueux (ouest) » de la carte géologique au 1/50 000 de la France métropolitaine, et leurs notices associées,.

Carte géologique de Ribérac.

#### Relief et paysages
Le département de la Dordogne se présente comme un vaste plateau incliné du nord-est (491 m, à la forêt de Vieillecour dans le Nontronnais, à Saint-Pierre-de-Frugie) au sud-ouest (2 m à Lamothe-Montravel). L'altitude du territoire communal varie quant à elle entre 54 mètres à l'extrême nord-ouest, là où la Dronne quitte la commune et continue sur celle de Comberanche-et-Épeluche, et 155 mètres au sud, près du lieu-dit Enberry, en limite de la commune de Saint-Martin-de-Ribérac,, et son altitude moyenne est de 105 mètres. À noter la présence de lieux-dits concernant des parties élevées de la commune et portant le nom de puy (Puy de Bellevue, le Puy du Cros et Puy des Vignes).
Dans le cadre de la Convention européenne du paysage entrée en vigueur en France le 1er juillet 2006, renforcée par la loi du 8 août 2016 pour la reconquête de la biodiversité, de la nature et des paysages, un atlas des paysages de la Dordogne a été élaboré sous maîtrise d’ouvrage de l’État et publié en octobre 2020. Les paysages du département s'organisent en huit unités paysagères,. La commune est dans le Ribéracois, une région naturelle située au nord-ouest du département de la Dordogne et possédant un relief vallonné avec des altitudes moyennes comprises autour des 130-160 m, sculpté par la Dronne et ses nombreux affluents. Les paysages sont ondulés de grandes cultures dont les vastes horizons contrastent avec les paysages plus cloisonnés de la Dordogne,. Le Ribéracois est entouré au nord par le Pays d'Horte et Tardoire et le Nontronnais, à l'est par le Périgord central, au sud par la Double et à l'ouest par le Montmorélien.
La superficie cadastrale de la commune publiée par l'Insee, qui sert de référence dans toutes les statistiques, est de 22,79 km2,,. La superficie géographique, issue de la BD Topo, composante du Référentiel à grande échelle produit par l'IGN, est quant à elle de 22,63 km2.

### Hydrographie

#### Réseau hydrographique
La commune est située dans le bassin de la Dordogne au sein du Bassin Adour-Garonne. Elle est drainée par la Dronne, la Peychay, le Ribéraguet, le ruisseau du Boulanger et par divers petits cours d'eau, qui constituent un réseau hydrographique de 30 km de longueur totale,.
La Dronne, d'une longueur totale de 200,56 km, prend sa source dans la Haute-Vienne dans la commune de Bussière-Galant et se jette en rive droite de l'Isle — dont elle est le principal affluent — à Coutras en Gironde, au lieu-dit la Fourchée, face à la commune de Sablons,. Elle borde la commune au nord sur huit kilomètres, face à Villetoureix, Allemans et Comberanche-et-Épeluche en coulant d'est en ouest.
La Peychay, d'une longueur totale de 10,55 km, prend sa source vers 180 mètres d'altitude dans la commune de Segonzac et rejoint la Dronne en rive gauche à 60 mètres d'altitude, au sud-est du bourg de Villetoureix, en limite de Ribérac et Saint-Méard-de-Drône. Elle longe Ribérac à l'est en coulant du sud au nord et en servant de limite communale sur plus de trois kilomètres, face à Saint-Méard-de-Drône.
Le Ribéraguet traverse Ribérac et son centre-ville en coulant du sud au nord. Ce ruisseau est long de 6,82 km. Il prend sa source à 138 mètres d'altitude sur la commune de Saint-Martin-de-Ribérac et rejoint la Dronne en rive gauche sur la commune de Ribérac, à 59 mètres d'altitude, environ un kilomètre au nord du centre-ville. Dans celui-ci le Ribéraguet est en partie couvert.
Le ruisseau du Boulanger (ou de Boulanger), long de 7,13 km, prend sa source à 113 mètres d'altitude dans la commune de Siorac-de-Ribérac et se jette dans la Dronne en rive gauche à 55 mètres d'altitude, au niveau de la commune de Ribérac, face au hameau de Rodesol (commune d'Allemans). Il coule du sud au nord sur quatre kilomètres et demi dans l'ouest de la commune de Ribérac et lui sert de limite territoriale au sud-ouest sur près de deux kilomètres, face à Vanxains.

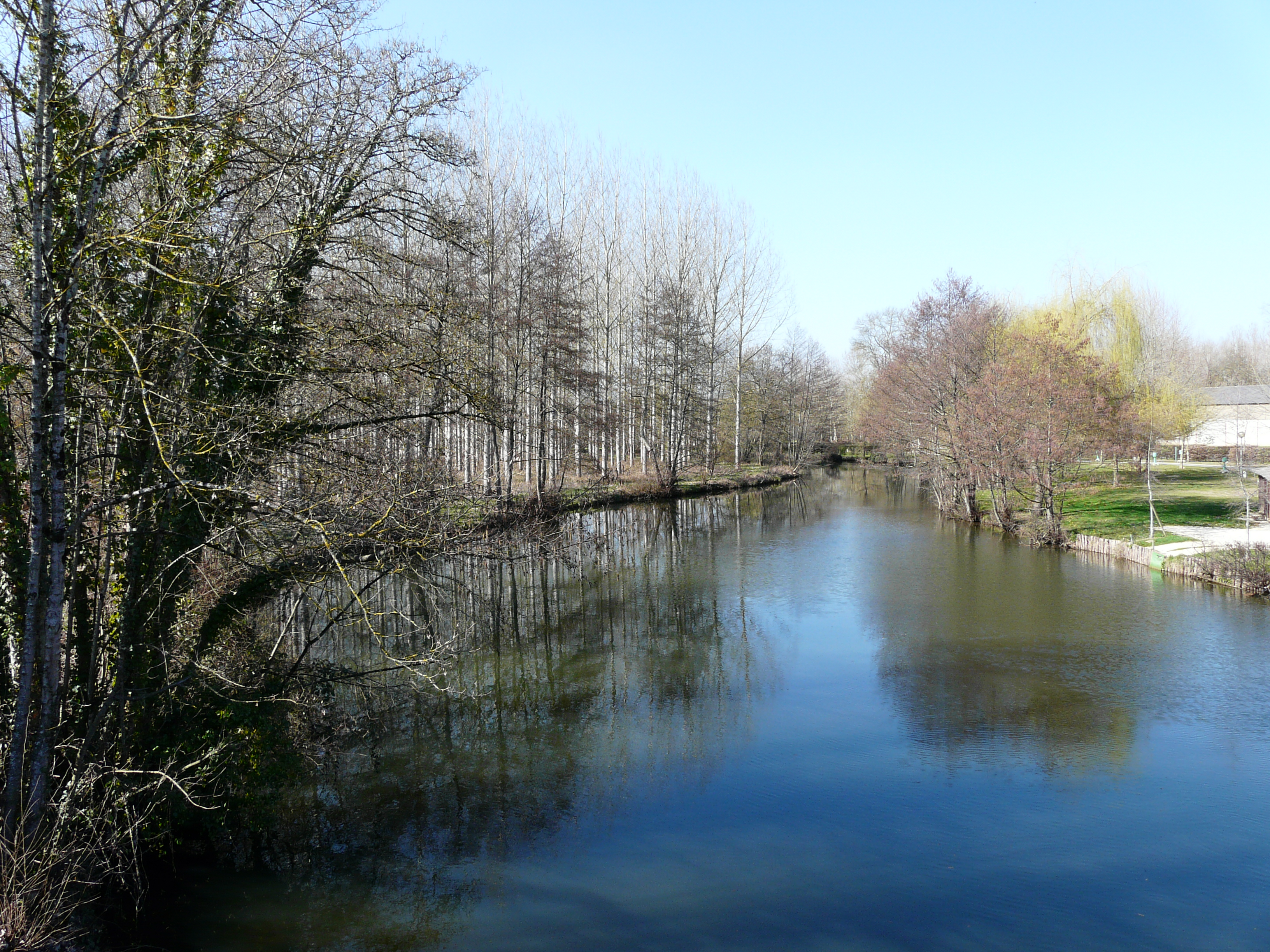
En aval du pont de la RD 708, la Dronne marque la limite entre Ribérac (à gauche) et Villetoureix.
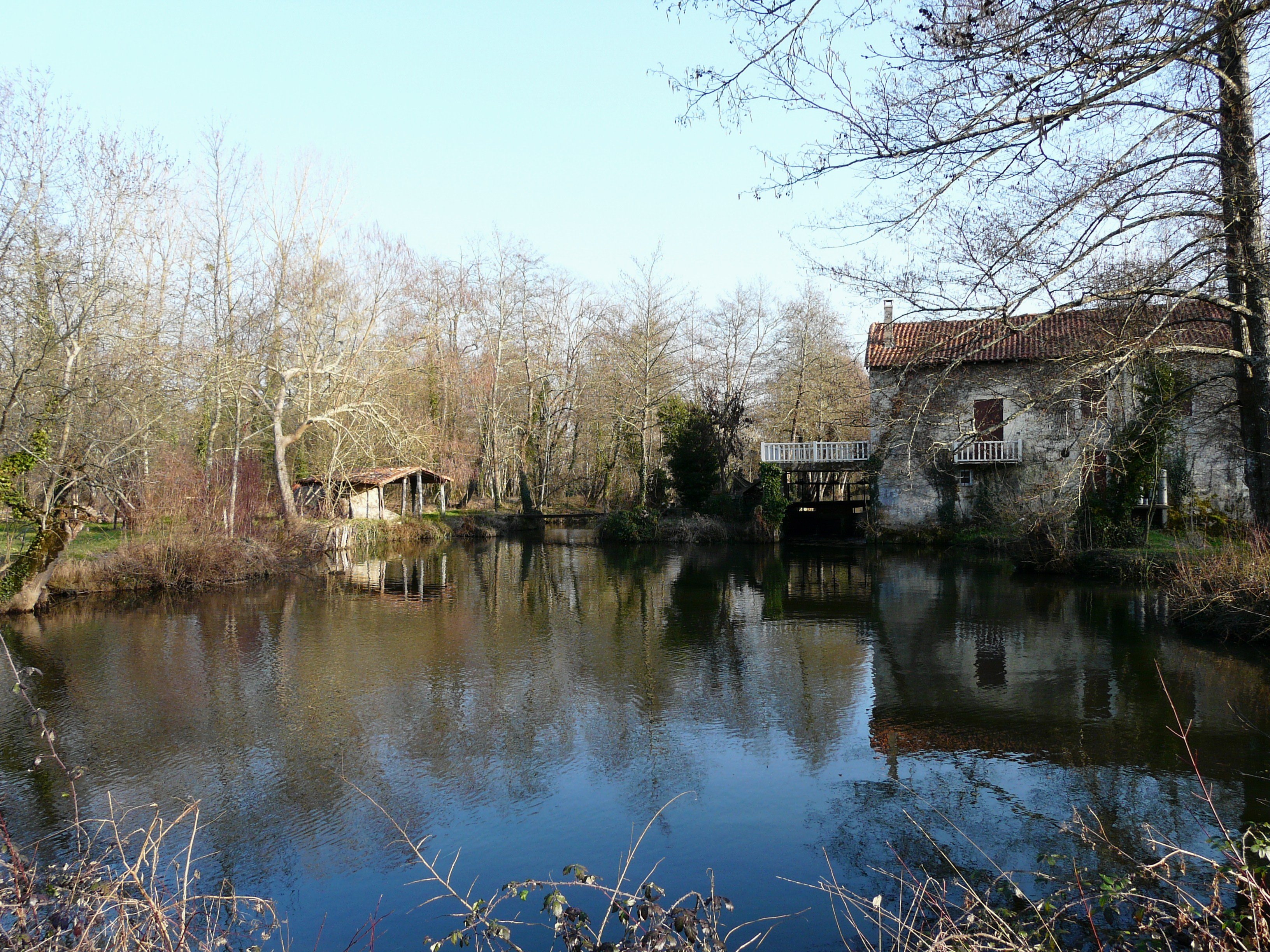
Le moulin de Papalis sur la Dronne.
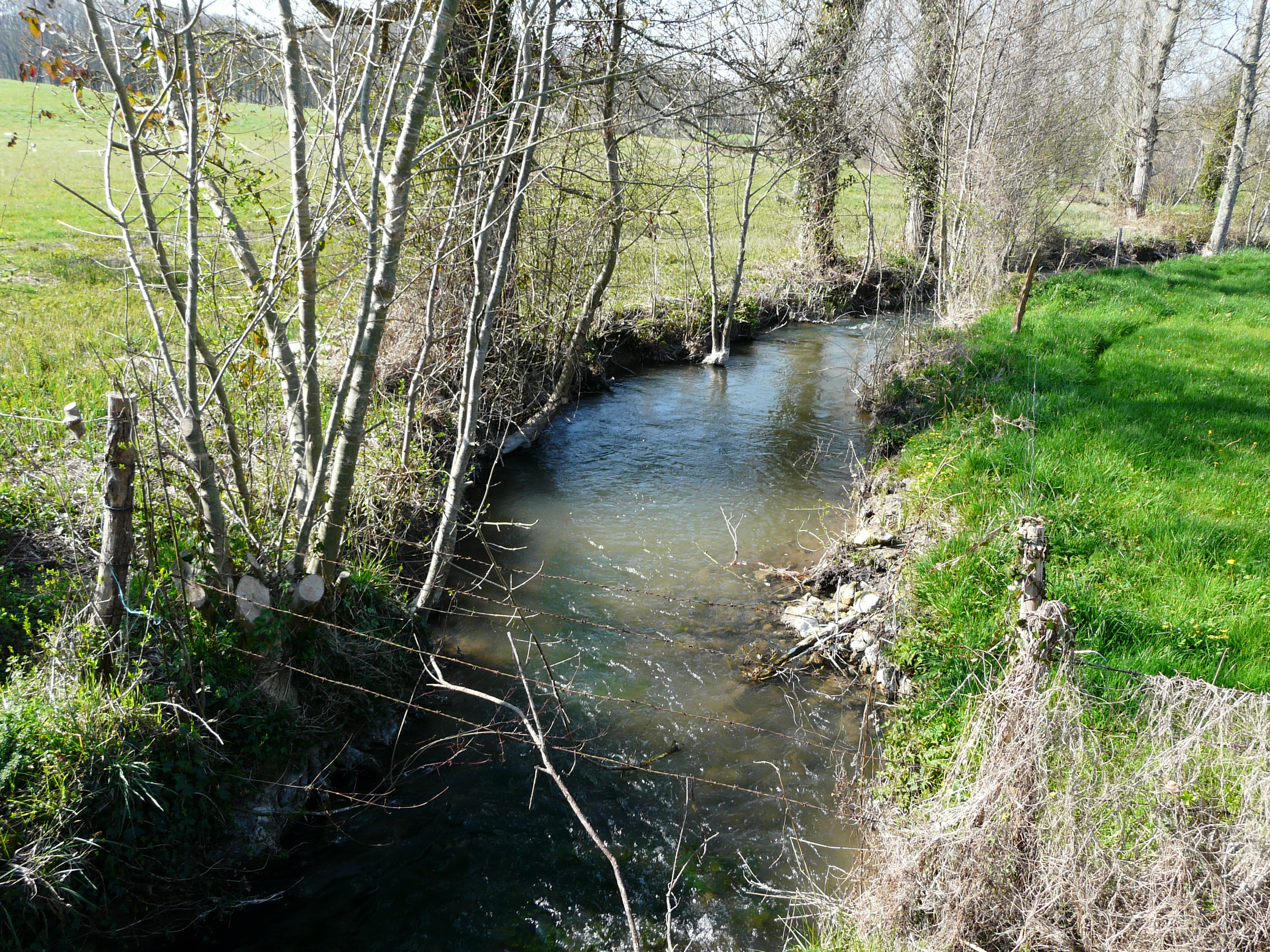
La Peychay au lieu-dit les Peyronnets, entre Ribérac (à gauche) et Saint-Méard-de-Drône.
Réseaux hydrographique et routier de Ribérac.

#### Gestion et qualité des eaux
Le territoire communal est couvert par le schéma d'aménagement et de gestion des eaux (SAGE) « Isle - Dronne ». Ce document de planification, dont le territoire regroupe les bassins versants de l'Isle et de la Dronne, d'une superficie de 7 500 km2, a été approuvé le 2 août 2021. La structure porteuse de l'élaboration et de la mise en œuvre est l'établissement public territorial de bassin de la Dordogne (EPIDOR). Il définit sur son territoire les objectifs généraux d’utilisation, de mise en valeur et de protection quantitative et qualitative des ressources en eau superficielle et souterraine, en respect des objectifs de qualité définis dans le troisième SDAGE  du Bassin Adour-Garonne qui couvre la période 2022-2027, approuvé le 10 mars 2022.
La qualité des eaux de baignade et des cours d’eau peut être consultée sur un site dédié géré par les agences de l’eau et l’Agence française pour la biodiversité.

### Climat
Pour des articles plus généraux, voir Climat de la Nouvelle-Aquitaine et Climat de la Dordogne.
Historiquement, la commune est exposée à un climat océanique aquitain.
En 2020, Météo-France publie une typologie des climats de la France métropolitaine dans laquelle la commune est dans une zone de transition entre le climat océanique et le climat océanique altéré et est dans la région climatique Aquitaine, Gascogne, caractérisée par une pluviométrie abondante au printemps, modérée en automne, un faible ensoleillement au printemps, un été chaud (19,5 °C), des vents faibles, des brouillards fréquents en automne et en hiver et des orages fréquents en été (15 à 20 jours).
Pour la période 1971-2000, la température annuelle moyenne est de 12,7 °C, avec  une amplitude thermique annuelle de 15,1 °C. Le cumul annuel moyen de précipitations est de 869 mm, avec 11,7 jours de précipitations en janvier et 6,7 jours en juillet. Pour la période 1991-2020, la température moyenne annuelle observée sur la station météorologique la plus proche, située sur la commune de Saint-Martin-de-Ribérac à 2 km à vol d'oiseau, est de 13,5 °C et le cumul annuel moyen de précipitations est de 916,6 mm,. Pour l'avenir, les paramètres climatiques de la commune estimés pour 2050 selon différents scénarios d’émission de gaz à effet de serre sont consultables sur un site dédié publié par Météo-France en novembre 2022.

### Milieux naturels et biodiversité

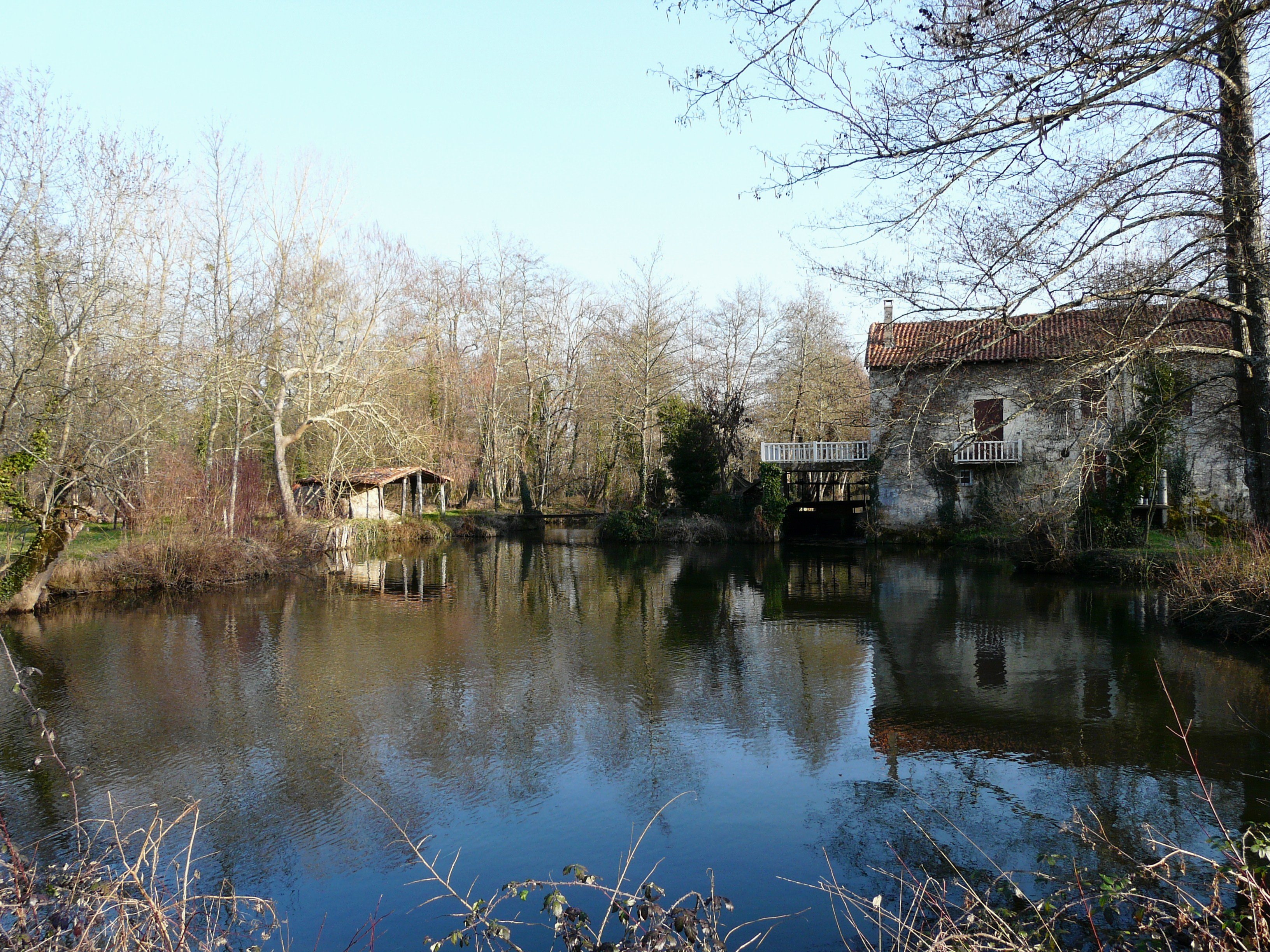
Le moulin de Papalis sur la Dronne.

Plusieurs zones de protection, principalement liées à la Dronne, sont délimitées sur le territoire communal.

#### Espaces protégés
La protection réglementaire est le mode d’intervention le plus fort pour préserver des espaces naturels remarquables et leur biodiversité associée,.
La commune fait partie du bassin de la Dordogne, un territoire d'une superficie de 24 000 km2 reconnu réserve de biosphère par l'UNESCO en juillet 2012 et se situe dans sa « zone de transition ».

#### Réseau Natura 2000
Le réseau Natura 2000 est un réseau écologique européen de sites naturels d'intérêt écologique élaboré à partir des directives habitats et oiseaux, constitué de zones spéciales de conservation (ZSC) et de zones de protection spéciale (ZPS).
Un site Natura 2000 a été défini en tant que ZSC sur la commune au titre de la directive habitats : la « vallée de la Dronne de Brantôme à sa confluence avec l’Isle », d'une superficie de 5 825 ha, qui présente des boisements de zones bocagères et de prairies inondables avec des frayères potentielles où ont été répertoriées vingt-deux espèces animales et une espèce végétale visées par l’annexe II de la directive habitats de l’Union européenne.

#### Zones naturelles d'intérêt écologique, faunistique et floristique
L’inventaire des zones naturelles d'intérêt écologique, faunistique et floristique (ZNIEFF) a pour objectif de réaliser une couverture des zones les plus intéressantes sur le plan écologique, essentiellement dans la perspective d’améliorer la connaissance du patrimoine naturel national et de fournir aux différents décideurs un outil d’aide à la prise en compte de l’environnement dans l’aménagement du territoire.
En 2024, une ZNIEFF est recensée sur la commune d’après l'INPN. Cette ZNIEFF, la « vallée de la Drone de Saint-Pardoux-la-Rivière à sa confluence avec l'Isle », est une ZNIEFF de type 2 concernant toute la partie de la vallée de la Dronne en aval de Saint-Pardoux-la-Rivière, donc le territoire de Ribérac,.

#### Sites
Deux sites pittoresques concernent le territoire communal :
- le long de la Dronne, le site de la Rivière, (comprenant également le Grand Pont sur la commune de Villetoureix), est, sur plus de 56 hectares partagés avec les communes d'Allemans et Villetoureix, un site inscrit depuis 1991[44] ;
- à environ trois kilomètres du centre-ville, au sud de la route départementale 710, le site de la Beauvière est, sur près de sept hectares, lui aussi inscrit depuis 1974[45].

## Urbanisme

### Typologie
Au 1er janvier 2024, Ribérac est catégorisée bourg rural, selon la nouvelle grille communale de densité à 7 niveaux définie par l'Insee en 2022.
Elle appartient à l'unité urbaine de Ribérac, une agglomération intra-départementale dont elle est ville-centre,. Par ailleurs la commune fait partie de l'aire d'attraction de Ribérac, dont elle est la commune-centre,. Cette aire, qui regroupe 24 communes, est catégorisée dans les aires de moins de 50 000 habitants,.

### Occupation des sols
L'occupation des sols de la commune, telle qu'elle ressort de la base de données européenne d’occupation biophysique des sols Corine Land Cover (CLC), est marquée par l'importance des territoires agricoles (77,2 % en 2018), une proportion sensiblement équivalente à celle de 1990 (78 %). La répartition détaillée en 2018 est la suivante : zones agricoles hétérogènes (45,2 %), prairies (17,7 %), terres arables (14,4 %), zones urbanisées (14,1 %), forêts (5,5 %), zones industrielles ou commerciales et réseaux de communication (3,2 %). L'évolution de l’occupation des sols de la commune et de ses infrastructures peut être observée sur les différentes représentations cartographiques du territoire : la carte de Cassini (XVIIIe siècle), la carte d'état-major (1820-1866) et les cartes ou photos aériennes de l'IGN pour la période actuelle (1950 à aujourd'hui).

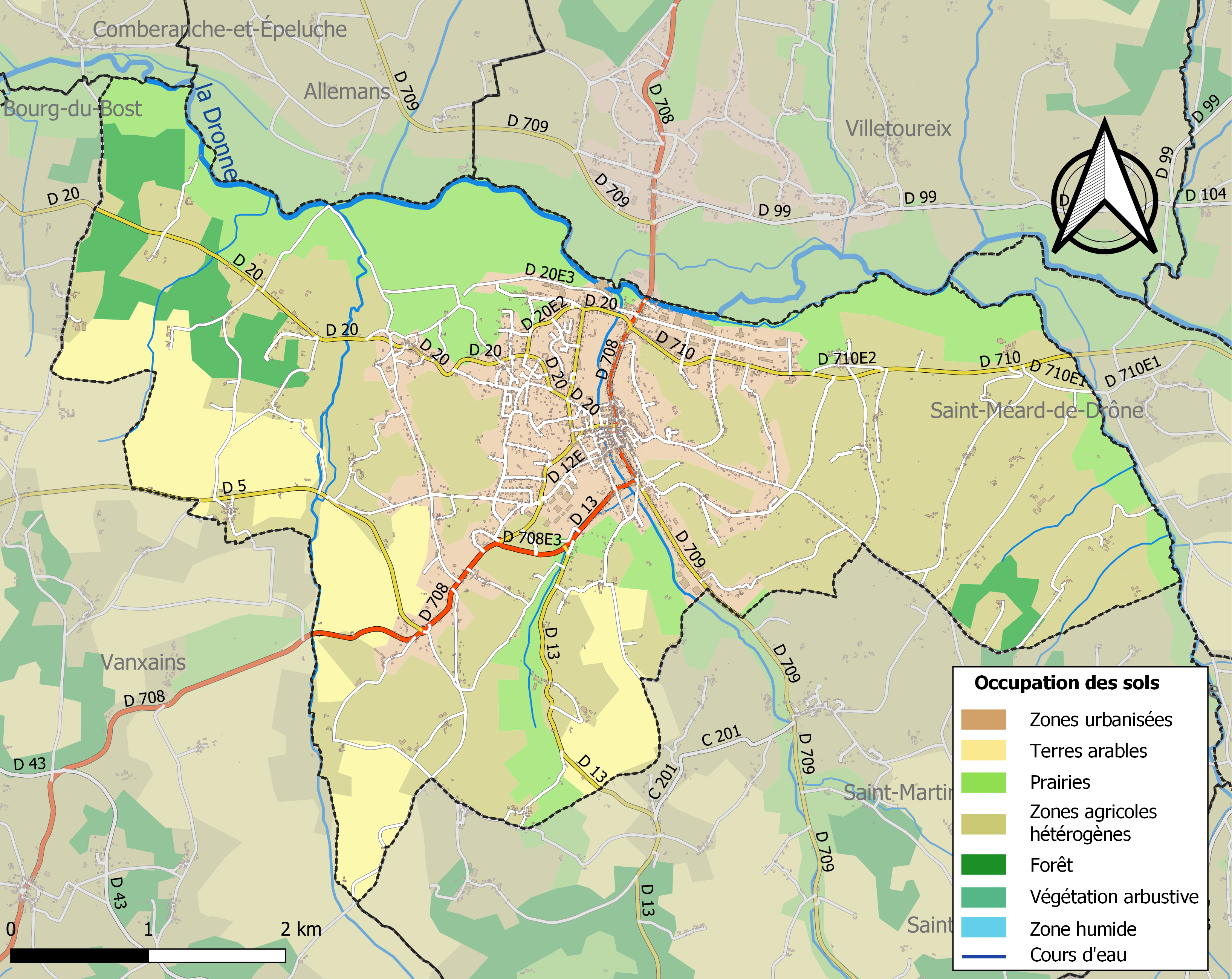
Carte des infrastructures et de l'occupation des sols de la commune en 2018 (CLC).

### Logement
En 2018, on dénombre à Ribérac 2 523 logements se répartissant en 73,5 % de résidences principales, 7 % de résidences secondaires et 19,6 % de logements vacants.
Sur les 2 523 logements en 2018, 1 895 sont des maisons (75.1 %) et 620 sont des appartements (24.6 %).
En l'espace de vingt-huit ans, entre 1990 et 2018, le nombre de logements vacants est passé de 167 (8.1 %) à 493 (19.6 %).
En 2018, parmi les résidences principales, 57,5 % sont occupées par leurs propriétaires, 39,4 % par des locataires (dont 8,3 % pour des logements HLM loués vides) et 3 % par des occupants à titre gratuit.
Les résidences principales sont relativement anciennes : 18,8 % ont été construites avant 1919, 11,9 % entre 1919 et 1945, 21,5 % entre 1946 et 1970, 29,6 % entre 1971 et 1990, 10,1 % entre 1991 et 2005 et 8,1 % de 2006 à 2013.

### Lieux-dits, hameaux et écarts
- au Caillou
- aux Vignes
- Bazas
- Beauséjour
- Brandillou
- Chez Bréchou
- Chez Faye
- Chez Félix
- Chez Gadaud
- Chez Gone
- Chez Leclerc
- Chez Saudou
- Chez Simonet
- Enberry
- Engauthier
- Faye
- Félard
- Gayet
- Jalinier Bas
- Jalinier Haut
- Janicot
- Jean de Faye
- la Beauvière
- la Belaudie
- la Borderie
- la Charrouffie
- la Côte
- la Faurie
- la Foresterie
- la Fortune
- la Friture
- la Gaudinie
- la Grande Clavelie
- la Grande Ferrière
- la Manie
- la Petite Borderie
- la Petite Clavelie
- la Petite Ferrière
- la Pichie
- la Sarrazinie
- la Vergne
- Labonnelie
- Labrousse
- Lamothe
- Lavivinie
- le Bourboulou
- le But
- le Chalard
- le Four
- le Grolaud
- le Moulin de la Claque
- le Pavillon
- le Prunier
- le Ribéraguet
- les Bidoux
- les Bories
- les Chaumes
- les Fougères
- les Français
- les Francilloux
- les Gaulies
- les Jarisseaux
- les Levrauts
- les Montilloux
- les Ormes
- les Penelles
- les Peyronnets
- Maillepot
- Mangou
- Mérigaud
- Moulin de Vézignol
- Papalis
- Plaisance
- Puy de Bellevue
- Puy de Cros
- Ruisseau de Boulanger
- Saint-Martial
- Terradeau
- Toutifaut
- Vézignol
- Villatte

### Voies de communication et transports

#### Voies routières
Au nord, la route départementale (RD) 708 (ancienne route nationale (RN) 708) mène vers Angoulême et Nontron. Au sud-ouest, elle mène à Montpon-Ménestérol et à l'autoroute A89 (direction Bordeaux).
À l'est, la RD 710 (ancienne RN 710) mène à Périgueux et à l'autoroute A89 (direction Lyon).
Au sud-est, la RD 709 (ancienne RN 709) mène à Bergerac.
À l'ouest, la RD 20 mène à Aubeterre-sur-Dronne et la RD 5 à Saint Aulaye-Puymangou.
Au sud, la RD 13 mène vers Mussidan et l'autoroute A89 (directions Bordeaux et Lyon).

#### Équipement automobile des ménages
En 2018, 83.3 % des ménages possèdent au moins une voiture (83.6 % en 2013). Ils sont 33.9 % des ménages à posséder deux voitures ou plus en 2018.

#### Transport ferroviaire
La gare ferroviaire de Ribérac n'est plus active et abrite actuellement un Centre de vacances CCE-SNCF.
L'étoile ferroviaire de Ribérac était composée de quatre branches. La gare de Ribérac était reliée aux gares de Périgueux, d'Angoulême, de Mussidan, de Bergerac et de Parcoul - Médillac.
La ligne de La Cave à Ribérac est active de 1881 à 1940 pour le trafic voyageurs et de 1881 à 1951 pour le trafic marchandises. Elle permettait de relier Périgueux.
La ligne de Magnac - Touvre à Marmande est active de 1890 à 1942 pour la section Ribérac à Bergerac et de 1894 à 1951 pour la section de Ribérac à Angoulême. Elle permettait de relier Angoulême, Mussidan et Bergerac.
La ligne de Ribérac à Parcoul - Médillac est active de 1906 à 1940 pour le trafic voyageurs. Elle permettait de relier la gare de Parcoul - Médillac située sur la ligne Paris-Bordeaux.
Ces lignes ont été toutes déclassées en 1954.

#### Transport aérien
L'aérodrome de Ribérac - Saint-Aulaye est situé à 6,5 km à l'ouest du centre-ville de Ribérac, sur la commune de Vanxains.
Il est utilisé pour la pratique d’activités de loisirs et de tourisme (aviation légère, hélicoptère et aéromodélisme).
L’aérodrome dispose d’une piste en herbe orientée est-ouest (05/23), longue de 860 mètres et large de 80 mètres.

### Risques naturels et technologiques

#### Prévention des risques
Un plan de prévention du risque inondation (PPRI) a été approuvé en 2014 pour la Dronne — qui borde la commune au nord — à Ribérac, impactant ses rives, pouvant atteindre une largeur de 700 mètres au sud du lieu-dit la Rivière (situé en limite d'Allemans et de Villetoureix), ainsi que la partie aval de ses affluents la Peychay (les 1 800 derniers mètres) et le Ribéraguet (les 2 500 derniers mètres), ce dernier passant en centre-ville.

### Prévention des risques
Le territoire de la commune de Ribérac est vulnérable à différents aléas naturels : météorologiques (tempête, orage, neige, grand froid, canicule ou sécheresse), inondations, feux de forêts, mouvements de terrains et séisme (sismicité faible). Un site publié par le BRGM permet d'évaluer simplement et rapidement les risques d'un bien localisé soit par son adresse soit par le numéro de sa parcelle.
Certaines parties du territoire communal sont susceptibles d’être affectées par le risque d’inondation par débordement de cours d'eau, notamment la Dronne et la Peychay. La commune a été reconnue en état de catastrophe naturelle au titre des dommages causés par les inondations et coulées de boue survenues en 1982, 1983, 1986, 1988, 1993 et 1999,. Le risque inondation est pris en compte dans l'aménagement du territoire de la commune par le biais du plan de prévention des risques inondation (PPRI) de la « vallée de la Dronne », couvrant 19 communes et approuvé le 31 janvier 2014, pour les crues de la Dronne et du Ribéraguet,.
Ribérac est exposée au risque de feu de forêt. L’arrêté préfectoral du 14 mars 2013 fixe les conditions de pratique des incinérations et de brûlage dans un objectif de réduire le risque de départs d’incendie. À ce titre, des périodes sont déterminées : interdiction totale du 15 février au 15 mai et du 15 juin au 15 octobre, utilisation réglementée du 16 mai au 14 juin et du 16 octobre au 14 février. En septembre 2020, un plan inter-départemental de protection des forêts contre les incendies (PidPFCI) a été adopté pour la période 2019-2029,.

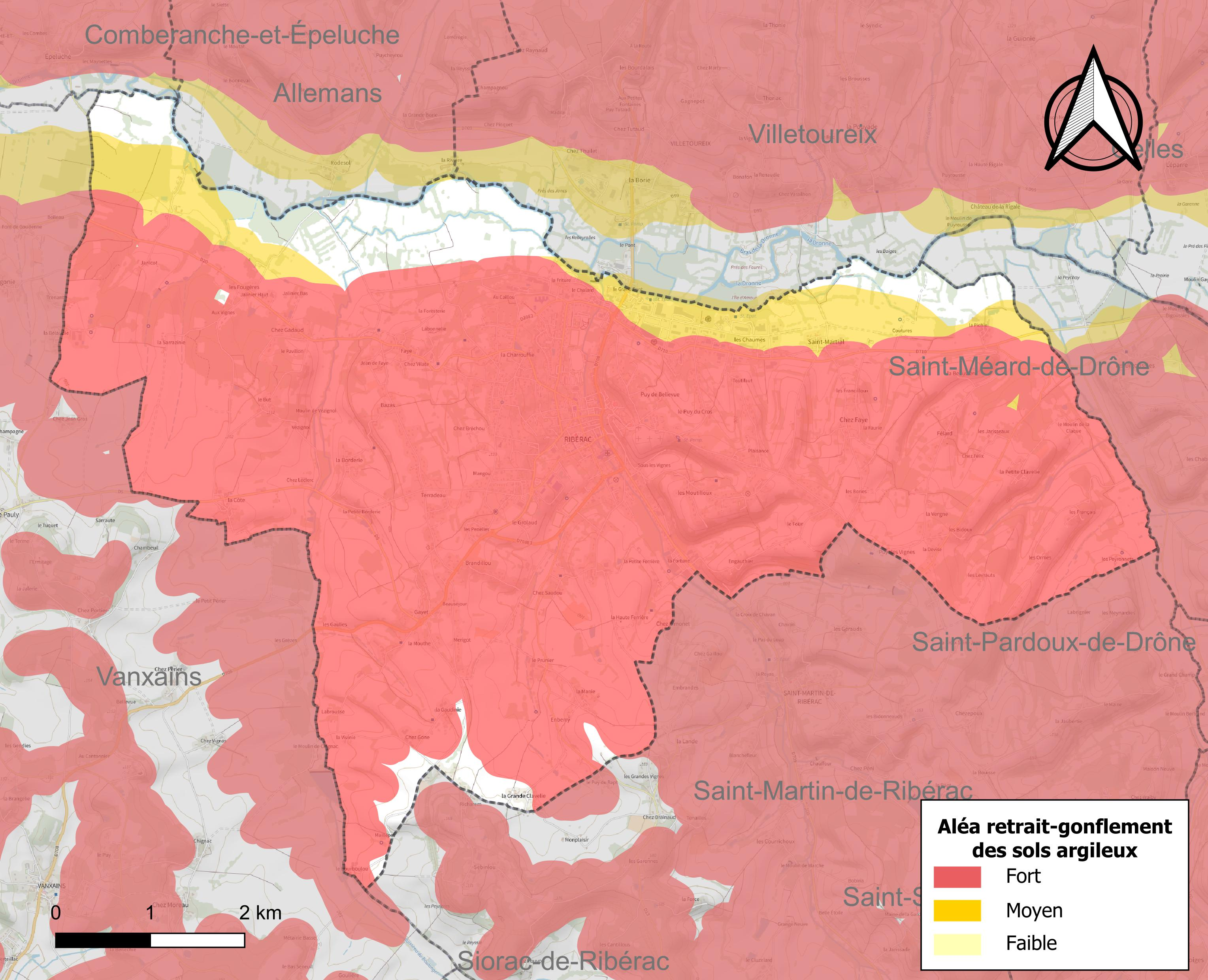
Carte des zones d'aléa retrait-gonflement des sols argileux de Ribérac.

Les mouvements de terrains susceptibles de se produire sur la commune sont des tassements différentiels. Le retrait-gonflement des sols argileux est susceptible d'engendrer des dommages importants aux bâtiments en cas d’alternance de périodes de sécheresse et de pluie. 91,1 % de la superficie communale est en aléa moyen ou fort (58,6 % au niveau départemental et 48,5 % au niveau national métropolitain). Depuis le 1er octobre 2020, en application de la loi ÉLAN, différentes contraintes s'imposent aux vendeurs, maîtres d'ouvrages ou constructeurs de biens situés dans une zone classée en aléa moyen ou fort,.
La commune a été reconnue en état de catastrophe naturelle au titre des dommages causés par la sécheresse en 1989, 1991, 1992, 1995, 1997, 2011 et 2012 et par des mouvements de terrain en 1999.

## Toponymie

L'espace dialectal de l'occitan limousin, à l'ouest, Ribérac / Rabairac.

Dans les écrits, le nom apparaît au Xe siècle lié au château sous la forme Castellum Ribairac. On trouve ensuite successivement Ribeirac au XIIe siècle, Arribeyrac au XIIIe siècle puis Ribeyrac au XIXe siècle. Son étymologie pourrait s'expliquer de deux façons différentes : soit à partir de riparius indiquant la présence de rives, soit dérivé du nom gallo-roman Rabirius suivi du suffixe -acum indiquant la propriété. Il correspondrait alors au « domaine de Rabirius », ou simplement au « domaine de la rivière ».
En occitan, la commune porte le nom de Rabairac.
En février 2021, sur la planète Mars, l'astromobile Curiosity de la NASA effectue des analyses poussées sur des affleurements rocheux et l'une des cibles est baptisée d'après le nom de la commune.

## Histoire

### Antiquité
Sur le territoire communal, à la Gaudinie et aux Mazerets, des traces d'occupation gallo-romaine ont été découvertes.

### Moyen Âge
En 848, à la suite des invasions des Normands, une construction de défense (un castellarium) est établie près d’un gué de la Dronne sur l’initiative du comte de Périgord et d’Angoumois.
Aux environs de l’an 1000, le seigneur de ce castellarium, Alchier le Sourd, fonde le château de Ribérac (Castellum Ribairac), sur les hauteurs de la colline de l'actuel cimetière, près de l'ancienne église Notre-Dame. Le château de Ribérac est possédé successivement par les maisons de Turenne, de Talleyrand, de Bergerac, de Pons, d’Aydie et de Chapt. Des habitations s’installent au pied des murs du château puis progressivement descendent vers le vallon du Ribéraguet.
Le château voit naître le troubadour Arnaut Daniel au milieu du XIIe siècle.

### Temps modernes
Le château connaît son apogée au XVIe siècle, à l’époque de Marie de Foix de Candale. Cette vicomtesse de Ribérac reçoit en 1565 la régente Catherine de Médicis et le futur roi Charles IX.
Les guerres de Religion laissent le château de Ribérac en piteux état et, petit à petit, il est délaissé par ses seigneurs.
Au XVIIIe siècle, avant la Révolution, la châtellenie de Ribérac s'étendait sur dix-sept paroisses : Allemans, Bersat, Bourg-du-Bost, Le Chalard, Combeyranche, Espeluche, la Faye, Festalens, Saint-André, Saint-Martial-de-Drone, Saint-Martin-le-Peint, Saint-Sulpice, Saint-Vincent-de-Connezac, Saint-Vincent-de-Jalmoutier, Siorac, Vanxains et Villetoureix.

### Révolution française et Empire
En 1790, Ribérac devient un chef-lieu de district. Lors de la Révolution, le château est démantelé, ne conservant que sa terrasse dont la destruction aurait entraîné des éboulements sur un marché situé en contrebas.
En 1793, la commune de Faye fusionne avec celle de Ribérac et dans les premières années de la Révolution, Saint Martial de Dronne en fait de même.
Dès 1800, Ribérac devient l'une des quatre sous-préfectures de la Dordogne avec Bergerac, Nontron et Sarlat.

### Époque contemporaine
En 1851, la nouvelle commune de Saint-Martin-de-Ribérac est créée par démembrement d'une partie du territoire communal.
La commune perd la fonction de sous-préfecture par le décret-loi du 10 septembre 1926, qui supprime 106 sous-préfectures sur toute la France.
Le 26 mars 1944, les Allemands prennent position à Ribérac et Mussidan, le général Walter Brehmer installant même son quartier général à Ribérac. Ils sillonnent la forêt de la Double orientale et déclenchent des incendies pour débusquer les maquisards. Parmi la vingtaine de Français exécutés dans cette zone par les Allemands ce jour-là figuraient cinq habitants de Ribérac, dont trois garagistes accusés d'avoir ravitaillé les véhicules des maquisards. De nombreuses autres personnes arrêtées seront envoyées en déportation ou au STO.
Le 20 juin 2022 après 22 h, un violent orage de grêle s'abat sur 36 communes du Ribéracois, touchant particulièrement Ribérac et Vanxains ; les dégâts matériels (toitures, véhicules, etc.) sont très importants et les cultures (blé, maïs, tournesol) ont été hachées.

## Politique et administration

### Rattachements administratifs et électoraux
Dès 1790, la commune de Ribérac est le chef-lieu du canton de Ribérac qui dépend du district de Ribérac jusqu'en 1795, date de suppression des districts. En 1801, le canton est rattaché à l'arrondissement de Ribérac jusqu'en 1926, date de sa suppression, puis à l'arrondissement de Périgueux.
Dans le cadre de la réforme de 2014 définie par le décret du 21 février 2014, et supprimant la moitié des cantons du département, la commune reste attachée au même canton qui devient plus étendu lors des élections départementales de mars 2015. La commune en est le bureau centralisateur.

### Intercommunalité
Fin 1998, Ribérac intègre dès sa création la communauté de communes du Ribéracois dont elle est le siège. Celle-ci est dissoute au 31 décembre 2013 et remplacée au 1er janvier 2014 par la communauté de communes du Pays Ribéracois, renommée en 2019 communauté de communes du Périgord Ribéracois, dont elle est également le siège.

### Tendances politiques et résultats
Administrée par la gauche pendant quarante-trois ans (les socialistes Bernard Cazeau de 1971 à 2001, puis Rémy Terrienne après cette date), la ville de Ribérac passe à droite aux élections municipales de 2014, avec la liste de Patrice Favard, secrétaire départemental de l'UMP. La liste d’Union de la gauche (LUG) conduite par Nicolas Platon remporte les élections municipales de 2020.

### Administration municipale
La population de la commune étant comprise entre 3 500 et 4 999 habitants au recensement de 2017, vingt-sept conseillers municipaux ont été élus en 2020,.

### Liste des maires

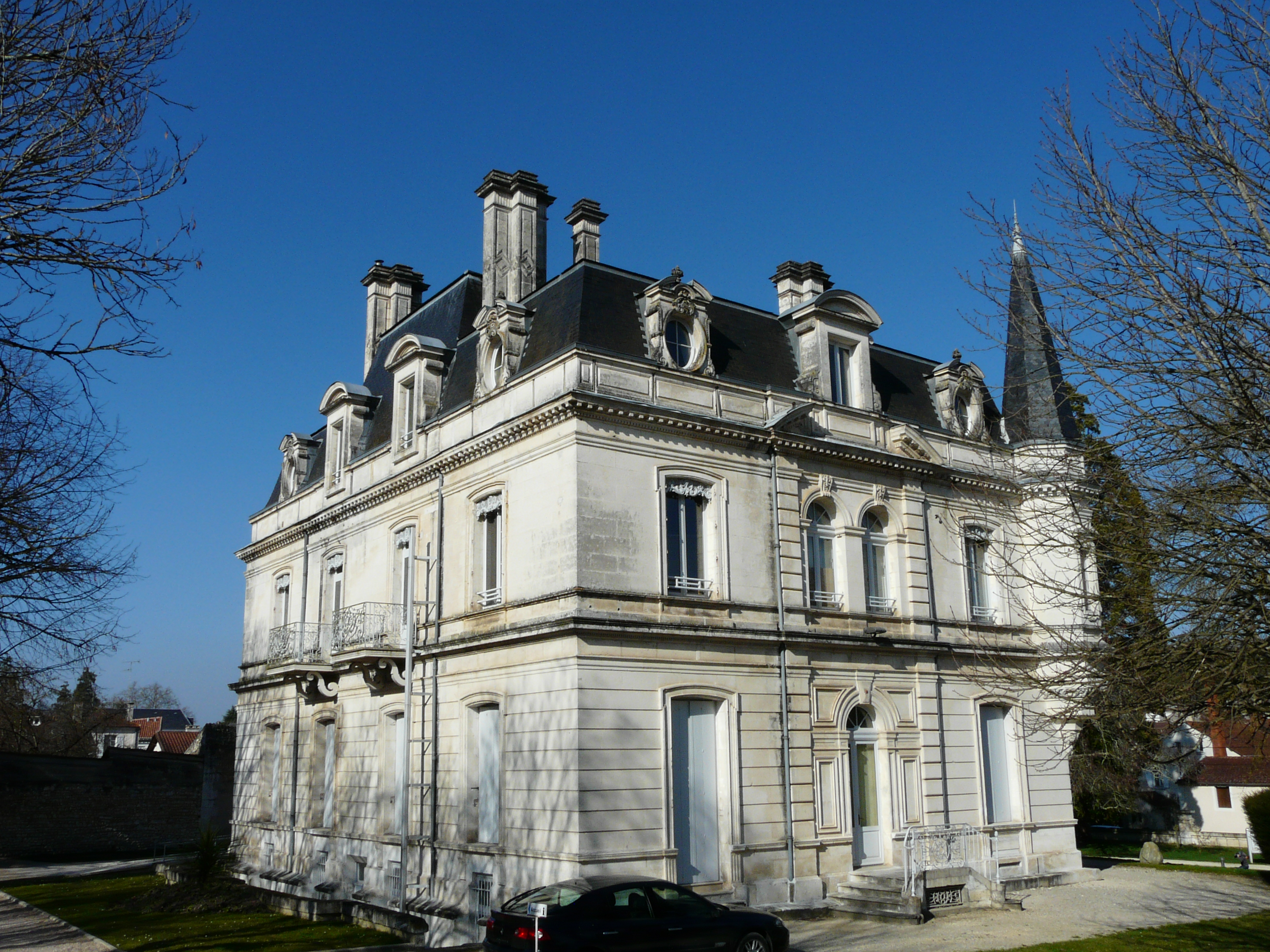
La mairie.

### Jumelages

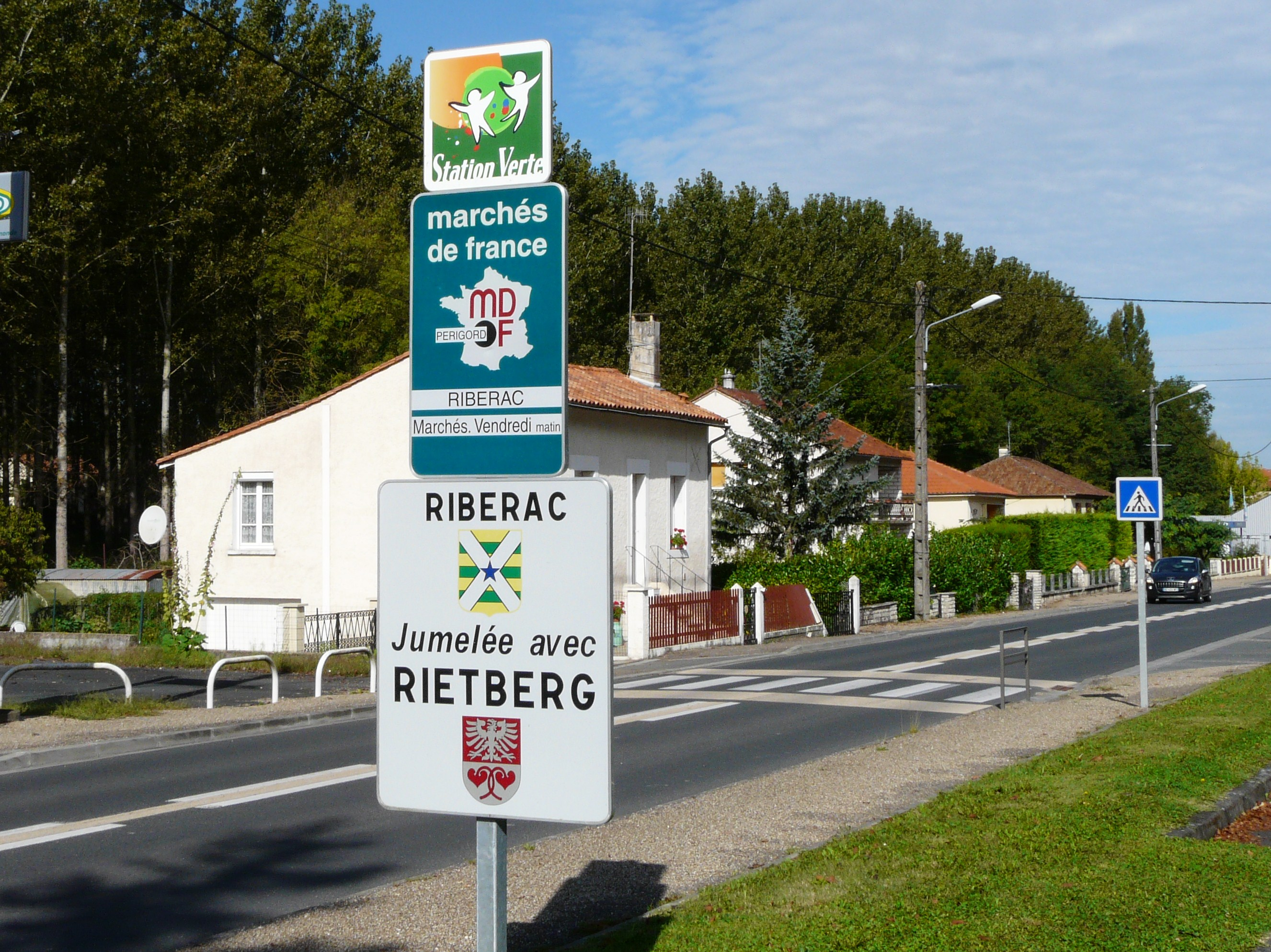
Panneau de jumelage de Ribérac.

- Rietberg (Allemagne) depuis 1983[92].
- Głogówek (Pologne) depuis 1998[93].

### Politique environnementale
Dans son palmarès 2024, le Conseil national de villes et villages fleuris de France a attribué deux fleurs à la commune.
Opération « un arbre pour les CM2 » : chaque enfant scolarisé en CM2 dans les écoles de Ribérac plante un arbre à son nom afin de symboliser la fin de son parcours élémentaire.
Obtention du 1er label « Ecocert » à la cuisine centrale[réf. nécessaire].

## Équipements et services publics

### Agenda 21
Ribérac n'est pas engagé dans un agenda 21.

### Eau et déchets

#### Prélèvements en eau et usages
En 2019, 339 646 m3 d'eau ont été prélevés sur le territoire de la commune, à 80.7 % en surface et à 19.3 % d'origine souterraine, destinée à 100 % à l'alimentation en eau potable.

#### Services en production et distribution d'eau potable
L'eau est gérée par Sogedo Ribérac qui dessert les habitants de la commune.
Le tarif d'eau potable pour 120 m3 était au 1er janvier 2021 de 2,75 euros/m3.
En 2020, la conformité microbiologique de l'eau au robinet est de 100 % et sa conformité physico-chimique est de 93,1 %. La même année, le rendement du réseau de distribution est de 86,3 %.

#### Services assainissement collectif et assainissement non collectif
Le service d'assainissement de Ribérac est géré en délégation.
Le tarif d'assainissement pour 120 m3 était au 1er janvier 2021 de 3,65 euros euros/m3.
En 2020, la conformité des équipements d'épuration d'assainissement collectif est de 100 % et celle des dispositifs d'assainissement non collectif est de 94.4 %.

#### Gestion des déchets
Une déchèterie est présente à Ribérac dans la ZA les Chaumes.
Le Syndicat mixte départemental des Déchets de la Dordogne (SMD3) est la collectivité territoriale assurant la collecte, le transport et le traitement des déchets pour le département de la Dordogne.

### Équipements culturels

#### Cinéma Max-Linder
Le cinéma Max-Linder, accessible aux personnes handicapées, est doté de 310 sièges. Environ 170 films y sont proposés chaque année, notamment des films d'art et d'essai.
Le cinéma sert également pour des spectacles de musique. Le cinéma est un service municipal.

#### Médiathèque municipale
La médiathèque municipale permet d'accéder à de nombreux ouvrages comme 15 500 livres, 1 200 CD, 650 DVD et trente-cinq abonnements presse (vingt-huit pour adultes et sept pour la jeunesse).

#### Centre culturel
Le centre culturel est un service municipal qui organise des ateliers (poterie, peinture, dessin, théatre, photo, informatique...) et la saison des spectacles vivants. Les spectacles ont lieu à l'Espace culturel André-Malraux, au cinéma Max Linder ou à la Collégiale Notre-Dame.

#### Espace culturel André-Malraux
L'espace culturel André-Malraux est une salle multifonction permettant d’accueillir des spectacles divers et variés.

#### École de musique
L'école de musique du Grand Ribéracois est une des dix antennes du Conservatoire à rayonnement Départemental de la Dordogne. Elle est gérée par la Communauté de communes du Ribéracois. Les instruments enseignés sont la flûte traversière, la clarinette, le saxophone, la guitare; le violon, la batterie, le piano et l'accordéon. On y trouve également des ensembles instrumentaux et vocaux.

#### Quartier des Arts
Le quartier des Arts regroupe plusieurs espaces culturels :
- la maison des Artistes,
- les deux ateliers Contempora et Contempora 2 qui présentent des expositions permanentes et ponctuelles d'artistes[111],
- l'ancienne collégiale Notre-Dame de Ribérac qui a été transformée en salle d'expositions et accueille régulièrement des expositions.

### Enseignement
La ville dispose de structures d'enseignement, public comme privé, allant de la maternelle jusqu'au lycée.

#### Enseignement public
- École maternelle des Beauvières[112].
- École primaire Jacques-Prévert[113].
- École primaire Jules-Ferry[112].
- Collège Arnaut-Daniel[114].
- Lycée professionnel Arnaut-Daniel[115].
- Lycée général et technologique Arnaut-Daniel[116].

Selon le classement établi par l'Éducation nationale en 2022, le lycée public Arnaut-Daniel présente un taux de réussite de 95 % au bac général et technologique et de 89 % au bac professionnel.

#### Enseignement privé
- L'institution privée « école-collège Notre-Dame de Ribérac » délivre un enseignement en maternelle, en primaire et en collège, avec possibilité d'internat[118].
- La Maison familiale rurale du Ribéracois, éclatée en deux sites à Siorac-de-Ribérac et Vanxains, délivre un enseignement secondaire, de la 4e jusqu'au Baccalauréat professionnel[119].

### Services Publics

#### Caisse primaire d'assurance maladie
Un accueil de la caisse primaire d'assurance maladie (CPAM) est présent à Ribérac

#### Centre d'information et d'orientation
Un centre d'information et d'orientation (CIO) est présent à Ribérac. Il y a cinq centres d’information et d’orientation implantés en Dordogne.

#### Finances Publiques
Une trésorerie est présente à Ribérac mais le service des impôts des particuliers a fermé en 2021. En 2023, Ribérac sera l'un des cinq sites des finances publiques qui seront encore présents en Dordogne.

#### Mission locale
La « Mission locale du Ribéracois Vallée de L'Isle » a comme objectif de favoriser l’insertion sociale et professionnelle des jeunes de 16 à 25 ans sur le territoire du Ribéracois et de la Vallée de l’Isle. Il y a cinq missions locales implantées en Dordogne.

#### Postes et télécommunications
Un bureau de poste est présent à Ribérac.

### Santé

#### Centre hospitalier
Le centre hospitalier intercommunal « Ribérac Dronne Double » est né de la fusion des centres hospitaliers de La Meynardie, Ribérac et Saint-Aulaye. Il est composé de 660 lits (25 en médecine, 60 en moyen séjour, 60 en long séjour, 390 en hébergement et 125 en service de soins infirmiers à domicile). Le site de Ribérac est composé de 25 lits de médecine (dont 5 LISP), 60 lits d'USLD et 91 lits d'EHPAD (dont six temporaires).

#### Pôle Santé
Ouvert en juillet 2020 à Ribérac, le « pôle de santé du Ribéracois », d'une superficie de 1 700 m2, regroupe en janvier 2022 de nombreux professionnels de santé : quatre cabinets infirmiers, un dentiste, une infirmière hypnothérapeute, onze kinésithérapeutes, un médecin généraliste, un podologue, un psychologue, deux sages-femmes, un sophrologue et permet d'effectuer de la balnéothérapie, des dialyses et des téléconsultations.

#### Centre départemental de santé
Depuis fin 2022, la commune dispose d'un centre départemental de santé dans lequel exercent trois médecins et deux secrétaires médicales, salariés par la collectivité.

### Justice, sécurité, secours et défense

#### Justice
Dans le domaine judiciaire, Ribérac relève : 
- du tribunal judiciaire, du tribunal pour enfants, du conseil de prud'hommes et du tribunal de commerce de Périgueux ;
- du pôle Nationalité du tribunal judiciaire de Périgueux (compétent uniquement dans le domaine de la nationalité) ;
- de la cour d'appel, du tribunal administratif et de la cour administrative d'appel de Bordeaux.

Un point-justice - relais d'accès au droit est présent à Ribérac.

#### Sécurité
La police municipale est hébergée dans l'ancien palais de justice.
Pour la gendarmerie, la communauté de brigades (COB) de Ribérac comprend les brigades de Ribérac, de Tocane et de Verteillac.
La compagnie de gendarmerie de Ribérac (onze postes) a été dissoute en 2015, remplacée par le Peloton de surveillance et d'intervention de la Gendarmerie de Ribérac. Ce peloton est composé de douze postes et dépend de la compagnie de gendarmerie de Nontron.
Ribérac fait partie des communes de plus de 2 500 habitants de Dordogne qui n'ont pas de caméra de surveillance.

#### Secours
Le centre de secours de Ribérac est composé de trente-six sapeurs-pompiers volontaires, neuf sapeurs-pompiers professionnels et quatre membres du service de santé. Il est doté de quatorze véhicules opérationnels.

## Population et société

### Démographie

#### Évolution démographique
L'évolution du nombre d'habitants est connue à travers les recensements de la population effectués dans la commune depuis 1793. Pour les communes de moins de 10 000 habitants, une enquête de recensement portant sur toute la population est réalisée tous les cinq ans, les populations de référence des années intermédiaires étant quant à elles estimées par interpolation ou extrapolation. Pour la commune, le premier recensement exhaustif entrant dans le cadre du nouveau dispositif a été réalisé en 2007.

En 2022, la commune comptait 3 770 habitants, en évolution de −3,26 % par rapport à 2016 (Dordogne : +0,37 %, France hors Mayotte : +2,11 %).
| 1793  | 1800  | 1806  | 1821  | 1831  | 1836  | 1841  | 1846  | 1851  |
| ----- | ----- | ----- | ----- | ----- | ----- | ----- | ----- | ----- |
| 2 697 | 2 985 | 2 817 | 3 604 | 3 954 | 3 775 | 3 643 | 4 118 | 2 942 |

| 1856  | 1861  | 1866  | 1872  | 1876  | 1881  | 1886  | 1891  | 1896  |
| ----- | ----- | ----- | ----- | ----- | ----- | ----- | ----- | ----- |
| 3 105 | 3 597 | 3 758 | 3 518 | 3 607 | 3 856 | 4 047 | 3 696 | 3 707 |

| 1901  | 1906  | 1911  | 1921  | 1926  | 1931  | 1936  | 1946  | 1954  |
| ----- | ----- | ----- | ----- | ----- | ----- | ----- | ----- | ----- |
| 3 622 | 3 627 | 3 636 | 3 567 | 3 800 | 3 793 | 3 812 | 3 791 | 3 812 |

| 1962  | 1968  | 1975  | 1982  | 1990  | 1999  | 2006  | 2007  | 2012  |
| ----- | ----- | ----- | ----- | ----- | ----- | ----- | ----- | ----- |
| 3 725 | 3 787 | 3 984 | 3 832 | 4 118 | 4 000 | 4 107 | 4 123 | 4 015 |

| 2017  | 2022  | - | - | - | - | - | - | - |
| ----- | ----- | - | - | - | - | - | - | - |
| 3 861 | 3 770 | - | - | - | - | - | - | - |

##### Remarques
Ribérac a absorbé entre 1790 et 1794 les anciennes communes de Faye et de Saint-Martial-de-Dronne, et a cédé en 1851 Saint-Martin-de-Ribérac, ce qui explique la chute brutale de population (- 29 %) au recensement de 1851.

#### Pyramide des âges
La population de la commune est relativement âgée.
En 2018, le taux de personnes d'un âge inférieur à 30 ans s'élève à 25,4 %, soit en dessous de la moyenne départementale (27,1 %). À l'inverse, le taux de personnes d'âge supérieur à 60 ans est de 42,2 % la même année, alors qu'il est de 36,5 % au niveau départemental.
En 2018, la commune comptait 1 799 hommes pour 2 063 femmes, soit un taux de 53,42 % de femmes, légèrement supérieur au taux départemental (51,82 %).
Les pyramides des âges de la commune et du département s'établissent comme suit.
| Hommes | Classe d’âge | Femmes |
| ------ | ------------ | ------ |
| 1,9    | 90 ou +      | 5,4    |
| 12,6   | 75-89 ans    | 18,1   |
| 22,4   | 60-74 ans    | 23,2   |
| 20,6   | 45-59 ans    | 19,6   |
| 13,3   | 30-44 ans    | 11,5   |
| 15,1   | 15-29 ans    | 10,3   |
| 14,1   | 0-14 ans     | 11,8   |

| Hommes | Classe d’âge | Femmes |
| ------ | ------------ | ------ |
| 1,2    | 90 ou +      | 2,9    |
| 10,6   | 75-89 ans    | 13,4   |
| 23,6   | 60-74 ans    | 23,7   |
| 20,9   | 45-59 ans    | 20,7   |
| 15,5   | 30-44 ans    | 14,8   |
| 13,5   | 15-29 ans    | 11,6   |
| 14,8   | 0-14 ans     | 12,9   |

#### Agglomération, aire urbaine et aire d’attraction
Selon le zonage 2010 de l’Insee, l'unité urbaine de Ribérac de Ribérac (l'agglomération) regroupait trois communes : Ribérac, Saint-Martin-de-Ribérac et Villetoureix.
Son aire urbaine s'étendait sur les mêmes communes.
En 2020, l'Insee a procédé à une actualisation de ces périmètres. Dans ce nouveau zonage, l'unité urbaine n’a plus que deux communes, celle de Saint-Martin-de-Ribérac n'en faisant plus partie, soit un ensemble de 4 663 habitants en 2022.
Pour permettre des comparaisons plus aisées avec les autres villes européennes, le concept d'aire urbaine a été remplacé en 2020 par celui d'aire d'attraction d'une ville. L'aire d'attraction de Ribérac regroupe vingt-quatre communes de la Dordogne, soit 11 884 habitants en 2022. C'est la cinquième aire d'attraction de ville en Dordogne après celles de Périgueux, Bergerac, Sarlat et Montpon-Ménestérol (aires d'attraction ayant leur pôle en Dordogne).

### Manifestations culturelles et festivités

#### Expositions d'art
- Chaque mois sauf en août : vernissage d'une exposition personnelle d'un artiste à l'Atelier Contempora.
- L'ancienne collégiale Notre Dame de Ribérac transformée en salle d'expositions accueille régulièrement des artistes[142],[143].
- L'office de tourisme expose régulièrement des artistes[144].

#### La «Journée des collectionneurs»
Fin janvier ou début février de chaque année, la « Journée des collectionneurs » rassemble les amateurs de bandes dessinées, cartes postales, fèves, monnaies, timbres… En 2019 a eu lieu la 19e édition de cette manifestation.

#### Les Floralies de Ribérac
Dans le parc de la mairie, chaque année au mois de mai ont lieu les floralies (18e édition en 2023).

#### Les fêtes de la Trinité
Chaque année en juin avec notamment une fête foraine.

#### La Grande foire à la brocante de Ribérac
En août, grande foire à la brocante sur les places de la ville (27e édition en 2018).

#### Le Festival Ciné-Mots
- La première édition a eu lieu du 13 au 16 octobre 2021 au cinéma Max Linder en présence du réalisateur  Nicolas Boukhrief et de la romancière Maylis de Kerangal[148],[149].

#### Le Grand Souk de 2008 à 2015 à Ribérac
- La 1re édition a eu lieu le 25 et 26 juillet 2008 et les artistes ou groupes suivants étaient présents : Cali (chanteur), Têtes raides, La Maison Tellier (groupe), Hey Hey My My (groupe)[150]...
- La 2e édition a eu lieu le 23, 24 et 25 juillet 2009 et les artistes ou groupes suivants étaient présents : Birdy Nam Nam, Cocoon (groupe), Arthur H, The Herbaliser, Poni Hoax, The BellRays, Chinese Man, Peter von Poehl[151]...
- La 3e édition a eu lieu le 23 et 24 juillet 2010 et les artistes ou groupes suivants étaient présents : Archive (groupe), General Elektriks, Olivia Ruiz, Pony Pony Run Run, Cœur de pirate, Brodinski, Frànçois and The Atlas Mountains[152]...
- La 4e édition a eu lieu le 21, 22 et 23 juillet 2011 et les artistes ou groupes suivants étaient présents : Philippe Katerine, Gaëtan Roussel, Stupeflip, The Bloody Beetroots, Two Door Cinema Club, Camélia Jordana, Syd Matters[153]...
- La 5e édition a eu lieu le 19, 20 et 21 juillet 2012 et les artistes ou groupes suivants étaient présents : Camille (chanteuse), Orelsan, The Rapture, La Grande Sophie, The Shoes, La Femme, Odezenne[154];
- En 2013, le festival n'a pas eu lieu à cause d'un problème de salle[155] ;
- La 6e édition a eu lieu le 17, 18 et 19 juillet 2014 et les artistes ou groupes suivants étaient présents : IAM, Irma (chanteuse), Shannon Wright, Super Discount 3, Sebastian (musicien)[156],[157]...
- La 7e édition a eu lieu le 23, 24 et 25 juillet 2015 et les artistes ou groupes suivants étaient présents : Fauve (groupe), Hubert-Félix Thiéfaine, Debout sur le zinc[158]...
- En 2016 et 2017, le festival a eu lieu à l'Étang de la Jemaye, il n'y a pas eu d'édition depuis 2017 pour raison budgétaire[159].

#### Le Fest'in de 2016 à 2019 à Ribérac
- La première édition a eu lieu le 15 et 16 juillet 2016 et les artistes ou groupes suivants étaient présents : Youssoupha, Soviet Suprem[160]...
- La 2e édition a eu lieu le 14 et 15 juillet 2017 et les artistes ou groupes suivants étaient présents : Les Wampas Slimane (chanteur)[161]...
- La 3e édition a eu lieu le 13 et 14 juillet 2018 et les artistes ou groupes suivants étaient présents : BB Brunes, Trois Cafés gourmands, Danakil (groupe), Massilia Sound System, Disiz[162]...
- La 4e édition a eu lieu le 13 et 14 juillet 2019 et les artistes ou groupes suivants étaient présents : Emir Kusturica, Les Ogres de Barback, Alpha Blondy[163]...
- En 2020, le festival a été annulé à cause de la pandémie de Covid-19 en France
- En 2021, le festival change de nom et se déplace à Château-l'Évêque[164].

### Sports et loisirs

#### Équipements sportifs et de loisirs
- Stade municipal de Rugby
- Stade d'entrainement de Rugby
- Stade Jean Pierre Escalettes 1 pour la pratique du football[165]
- Stade Jean Pierre Escalettes 2 pour la pratique du football[165]
- Piscine découverte avec un grand bassin de nage de 25 × 15 mètres (six couloirs de nage), un bassin d’initiation de 12 × 12 mètres, une fosse à plongeon avec trois plongeoirs (deux planches basiques semi-rigides de hauteurs respectives un mètre, trois mètres et une plate-forme de cinq mètres de hauteur), une pataugeoire et un solarium en carrelage et en herbe. Des cours de natation, des locations d’aquabike et des séances d’aquagym y sont proposés[166]
- Skatepark : Le spot s'étend sur une surface de 1 000 m2 (20 × 20 m). Sur le skatepark on peut y trouver une pyramide, un quarter en angle à deux courbes, une table à manual, un rail, un autre rail carré et des quarters[167].
- Quatre terrains de tennis
- Terrain de Padel (projet)[168]
- Salle multisports couverte (Gymnase) composé d'une tribune de 150 places[169].
- Salle d’art martiaux au sein du Gymnase

#### Clubs sportifs
- CAR Badminton évoluant au gymnase de la cité scolaire[170].
- CAR Football évoluant au stade Jean Pierre Escalettes[171].
- CAR Handball[172].
- CAR Pétanque[173].
- Club athlétique ribéracois rugby, évolue pour la saison 2020-2021 en Pré-Fédérale[174]. Le club a joué en Fédérale 1 durant 4 saisons (2007-2008 / 2008-2009 / 2010-2011 / 2011-2012).
- Judo club de Ribérac, né en 1962. En 1992, le club prend possession d'une salle d’art martiaux installée au gymnase rue Couleau[175],[176]..

#### Évènements sportifs

##### Tour de Mareuil-Verteillac-Ribérac
Le Tour de Mareuil-Verteillac-Ribérac est une course cycliste par étapes disputée au mois de juillet dans les cantons de Mareuil, Verteillac et Ribérac. En 2012, l'épreuve intègre le canton de Ribérac. Elle se déroule désormais sur trois ou quatre étapes. De nombreux coureurs ayant brillé sur cette épreuve sont par la suite passés dans les rangs professionnels,.

##### Traversée de Ribérac par le Tour de France
- Le 4 juillet 1960, lors de la 9e étape du Tour reliant Limoges à Bordeaux.
- Le 20 juillet 1967, lors de la 19e étape de la 54e édition reliant Bordeaux à Limoges.
- Le 7 juillet 1977, lors de la 6e étape reliant Bordeaux à Limoges.
- Le 19 juillet 1985, lors de la 20e étape de la 72e édition reliant Montpon-Ménestérol à Limoges.
- Le 20 juillet 1990, lors de la 19e étape reliant Castillon-la-Bataille à Limoges.
- Le 21 juillet 1995, lors de la 18e étape reliant Montpon-Ménestérol à Limoges.

#### Tour du Limousin-Périgord-Nouvelle-Aquitaine
- En 2022, en cyclisme, Ribérac est ville d'arrivée après 184,5 km de course, de la 2e étape du Tour du Limousin-Périgord-Nouvelle-Aquitaine, qui débute à Champcevinel. Le sprint y est remporté par l'Espagnol Alex Aranburu qui endosse le maillot jaune.

### Cultes

#### Culte catholique
Ribérac est le siège de la paroisse de Saint-Jean-Baptiste-de-Dronne.
La messe sur la commune de Ribérac a généralement lieu tous les dimanches matin en l'église Notre-Dame de la Paix.

#### Culte israélite
Il n'y a pas de synagogue sur la commune. La synagogue la plus proche se trouve à Périgueux.

#### Culte islamique
Il n'y a pas de mosquée sur la commune. La mosquée la plus proche se trouve à Périgueux.

#### Culte protestant/évangélique
Il n'y a pas de temple sur la commune. Le temple le plus proche se trouve à Périgueux.

### Médias

#### Radios locales

##### Liberté FM
Liberté FM est une radio locale située dans la commune. Son public vise toutes les générations avec des programmes variés et notamment des musiques actuelles et de pop rock. Sa fréquence sur Ribérac est 96.1,.

##### Newest
En 1981, en Dordogne, est créée la radio FM « Alfa 24 » qui deviendra Newest. Elle est située à Vanxains commune limitrophe de Ribérac. Sa fréquence sur Ribérac est 105.3.

##### Radio Liberté
Créée en 1981 et après avoir failli disparaître en 2002 — son personnel a alors diminué de dix-sept à deux personnes —, la radio associative « Radio Liberté » qui desservait depuis Ribérac 45 000 auditeurs (en 2012), cesse d'émettre le 29 février 2016 en soirée pour cause de liquidation judiciaire.

## Économie

### Emploi
L'emploi est analysé ci-dessous selon qu'il affecte les habitants de Ribérac ou qu'il est proposé sur le territoire de la commune.

#### L'emploi des habitants
En 2018, parmi la population communale comprise entre quinze et soixante-quatre ans, les actifs représentent 1 397 personnes, soit 36,2 % de la population municipale. Le nombre de chômeurs (266) a fortement augmenté par rapport à 2013 (222) et le taux de chômage de cette population active s'établit à 19,0 %.

#### L'emploi sur la commune
En 2018, la commune offre 2 728 emplois pour une population de 3 862 habitants. Le secteur tertiaire prédomine avec 45,2 % des emplois mais le secteur administratif (administration publique, enseignement, santé, action sociale) est également très présent avec 37,1 %.
Répartition des emplois par domaines d'activité
|                     | Agriculture, sylviculture ou pêche | Industrie | Construction | Commerce, transports et services | Administration publique, enseignement, santé, action sociale |
| ------------------- | ---------------------------------- | --------- | ------------ | -------------------------------- | ------------------------------------------------------------ |
| Nombre d'emplois    | 15                                 | 216       | 252          | 1 233                            | 1 011                                                        |
| Pourcentage         | 0,6 %                              | 7,9 %     | 9,2 %        | 45,2 %                           | 37,1 %                                                       |
| Source des données. |                                    |           |              |                                  |                                                              |

### Établissements
Fin 2018, la commune compte 224 établissements actifs employeurs, dont 153 au niveau des commerces, transports ou services, trente-cinq relatifs au secteur administratif, à l'enseignement, à la santé ou à l'action sociale, dix-huit dans la construction et dix-huit dans l'industrie, malgré un carnet de commandes bien rempli.
En octobre 2022, la société Besse et Aupy, « spécialisée dans l'équipement des dépanneuses et remorques de poids lourds », est placée en liquidation judiciaire ; cela fait suite à l'orage de grêle du 20 juin précédent qui a rendu les locaux de l'entreprise inutilisables et obligé celle-ci à mettre en chômage technique ses 31 salariés.

### Entreprises
En 2009, le groupe Albany international ferme son site de Ribérac où sont employées 91 personnes. Cette usine, implantée depuis 1895, fabriquait des feutres de papeterie.
Parmi les entreprises dont le siège social est en Dordogne, deux situées à Ribérac se classent parmi les cinquante premières quant au chiffre d'affaires hors taxes en 2015-2016 :
- Société coopérative agricole du Ribéracois (commerce de gros interentreprises de céréales, de tabac non manufacturé, de semences et d'aliments pour le bétail) : 12e avec 44 502 k€ ;
- Société Lalande distribution Solandis (hypermarché) : 17e avec 40 590 k€.

Parmi les cinquante premières entreprises de chaque secteur économique dans le département, classées selon le chiffre d'affaires hors taxes en 2015-2016, sept sont implantées à Ribérac :
- dans le commerce[195],
  - Société coopérative agricole du Ribéracois se classe 6e ;
  - Société Lalande distribution Solandis 9e ;
- dans les services[196],
  - Profil intérim (activité des agences de travail temporaire) 13e avec 7 239 k€ ;
  - M.P.S. (activités des agences de travail temporaire), 25e avec 4 886 k€ ;
- dans le bâtiment et travaux publics (BTP)[197],
  - Rémi Duvergt (travaux de menuiserie métallique et serrurerie) est 13e avec 5 899 k€ ;
  - Jamot (travaux d'installation d'eau et de gaz) est 28e avec 3 828 k€ ;
- dans l'agroalimentaire, Aquitaine viande Limousin Périgord (transformation et conservation de la viande de boucherie) est 15e avec 8 851 k€[198].

Tous secteurs confondus, deux entreprises de Ribérac figurent parmi les cinquante premières de la Dordogne, quant au chiffre d'affaires à l'exportation en 2015-2016 :
- Lucas-Milhaupt Ribérac (commerce de gros interentreprises de fournitures et équipements industriels divers), 14e avec 8 209 k€ ;
- Société coopérative agricole du Ribéracois, 15e avec 7 667 k€.

### Tourisme
Ribérac fait partie du pays touristique du Périgord vert.
L'office de tourisme intercommunal du Périgord Ribéracois regroupant 44 communes est présent dans le centre-ville de Ribérac.
Le marché de Ribérac a la réputation d'être un des plus grands marchés du Périgord. Ribérac est une ville attrayante dans la campagne vallonnée de la région nord-ouest de la Dordogne.
Ribérac fait une bonne base pour explorer la partie nord-ouest de la Dordogne et le sud de la Charente, avec notamment un circuit des églises romanes du Ribéracois, le village d'Aubeterre-sur-Dronne adhérent à l'association Les Plus Beaux Villages de France et son église monolithe, ou le village de Bourdeilles avec son château.
À noter que le Bassin de vie de Ribérac en 2016 est le sixième bassin de vie de France abritant le plus de résidents britanniques, après ceux de Paris, Nice, Toulouse, Annemasse et Lyon, si bien que la presse anglaise a depuis longtemps surnommé la région Dordogneshire,.

#### Hébergements touristiques
La commune de Ribérac dispose d'un hôtel classé deux étoiles de 29 chambres, 5 chambres d'hôtes et 6 gîtes.
Le camping municipal est situé le long de la rivière la Dronne sur la commune de Villetoureix et dispose de 75 emplacements.
L'aire d'attraction de Ribérac au 1er janvier 2021 dispose de 3 hôtels (46 chambres), de 3 campings (157 emplacements) et d'un village de vacances 90 lits).

## Culture locale et patrimoine

### Lieux et monuments

#### Patrimoine civil
- Château de Ribérac remontant au moins au Xe siècle[205], détruit à la fin du XVIIIe siècle[206] ;
- Manoir de la Beauvière, XIVe, XVIe et XIXe siècles[207] ;
- Pigeonnier de la Grande Ferrière qui pourrait dater du XVIIIe siècle[208] ;
- Hôtel de ville de Ribérac, construit entre 1856 et 1865 par le docteur Simon. Ensuite l'édifice abrite les bureaux de la sous-préfecture à partir de 1882, puis l'internat et le réfectoire du collège, et enfin la mairie[209] ;
- Palais de Justice de Ribérac du XIXe siècle de l'architecte Auguste Dubet[210] ;
- Gendarmerie (puis office de tourisme) construite vers 1840[211] ;
- Poste (ancienne mairie), construite dans la seconde moitié du XIXe siècle[212] ;
- Théâtre, vraisemblablement édifié dans la seconde moitié du XIXe siècle. Le bâtiment est actuellement un entrepôt communal[213] ;
- École de filles, actuellement école Jacques-Prévert construite à la fin du XIXe siècle par l'architecte Cros-Puymartin[214] ;
- Loge maçonnique. La construction du temple est achevée le 19 novembre 1893 et il est inauguré le 22 décembre[215] ;
- Pont du Chalard sur le grand bras de la Dronne, le plus proche de Ribérac, et pont de Saint-Jouy sur le petit bras, situés sur le chemin d'Angoulême. Le pont du Chalard a pris son nom du prieuré bénédictin du Chalard[216] auprès duquel il a été construit. Il est mentionné la première fois dans un texte de 1496, après que des violentes inondations de la Dronne ont détruit le pont antérieur. Les Bénédictins percevant le péage du pont, le roi les a mis en demeure de le réparer. Les religieux n'ayant pas les fonds nécessaires, ils proposèrent d'abandonner une partie du péage au comte de Ribérac si celui-ci prenait en charge la reconstruction. Le pont fut reconstruit mais il est démoli par les protestants au cours des guerres de Religion. La destruction et la reconstruction du pont du Chalard sont citées pour la première fois en 1616 en Conseil du roi à la suite d'une plainte des habitants de Ribérac. Un arrêt du Conseil du 16 novembre 1616 ordonne une levée de 20 000 livres pour la reconstruction du pont. Léon Dessalles a écrit que le pont devait être terminé en 1650. Émile Dusolier indique qu'en fait, à cette date, rien n'était commencé car il a fallu promulguer un nouvel arrêt du Conseil le 19 novembre 1648. Les impôts nécessaires au financement des travaux n'ont commencé à être levés qu'en 1651. Le pont, complètement rétabli en 1663, était encore en service en 1783 mais jugé alors délabré. Il a été doublé par un deuxième pont construit à 200 toises en amont. Une crue de la Dronne ayant renversé le nouveau et l'ancien pont en 1783, la traversée de la Dronne est alors assurée par un bac. Le Directoire de Ribérac est autorisé à s'emparer de ce bac en 1790. Le pont du Chalard est en cours de construction en 1794 par l'entrepreneur Élie Massoubre. Le pont a dû être mis en service en l'an IV[217]. Le pont du Chalard, de trois travées de neuf mètres d'ouverture et d'une longueur totale de 35,30 m et de 7,80 m de large, est en cours de reconstruction en 1812 sous la direction de Louis Vicat, ingénieur ordinaire des Travaux publics nommé à Périgueux en 1809 sous les ordres de l'ingénieur en chef Lepère[218].

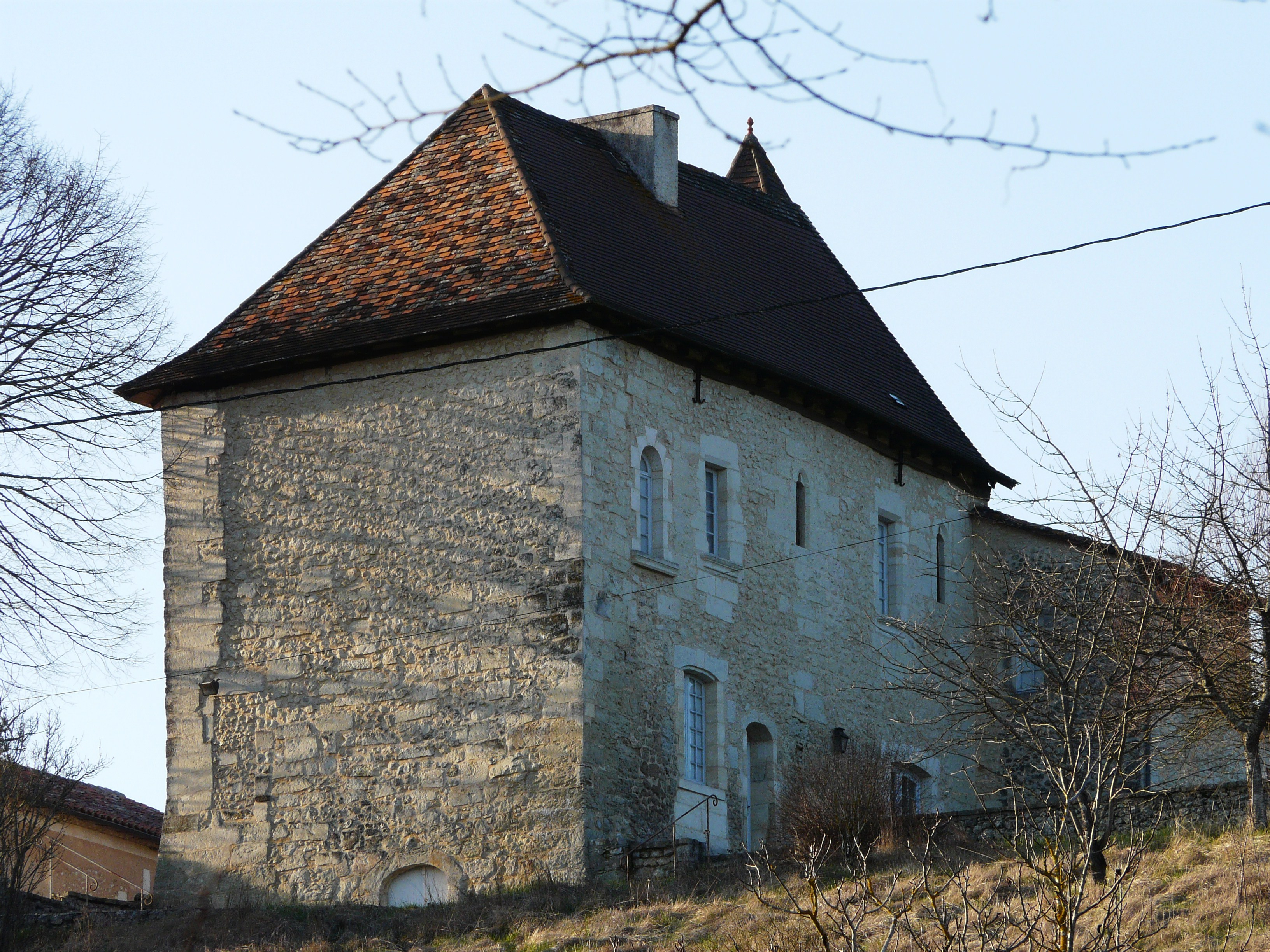
Le manoir de la Beauvière.
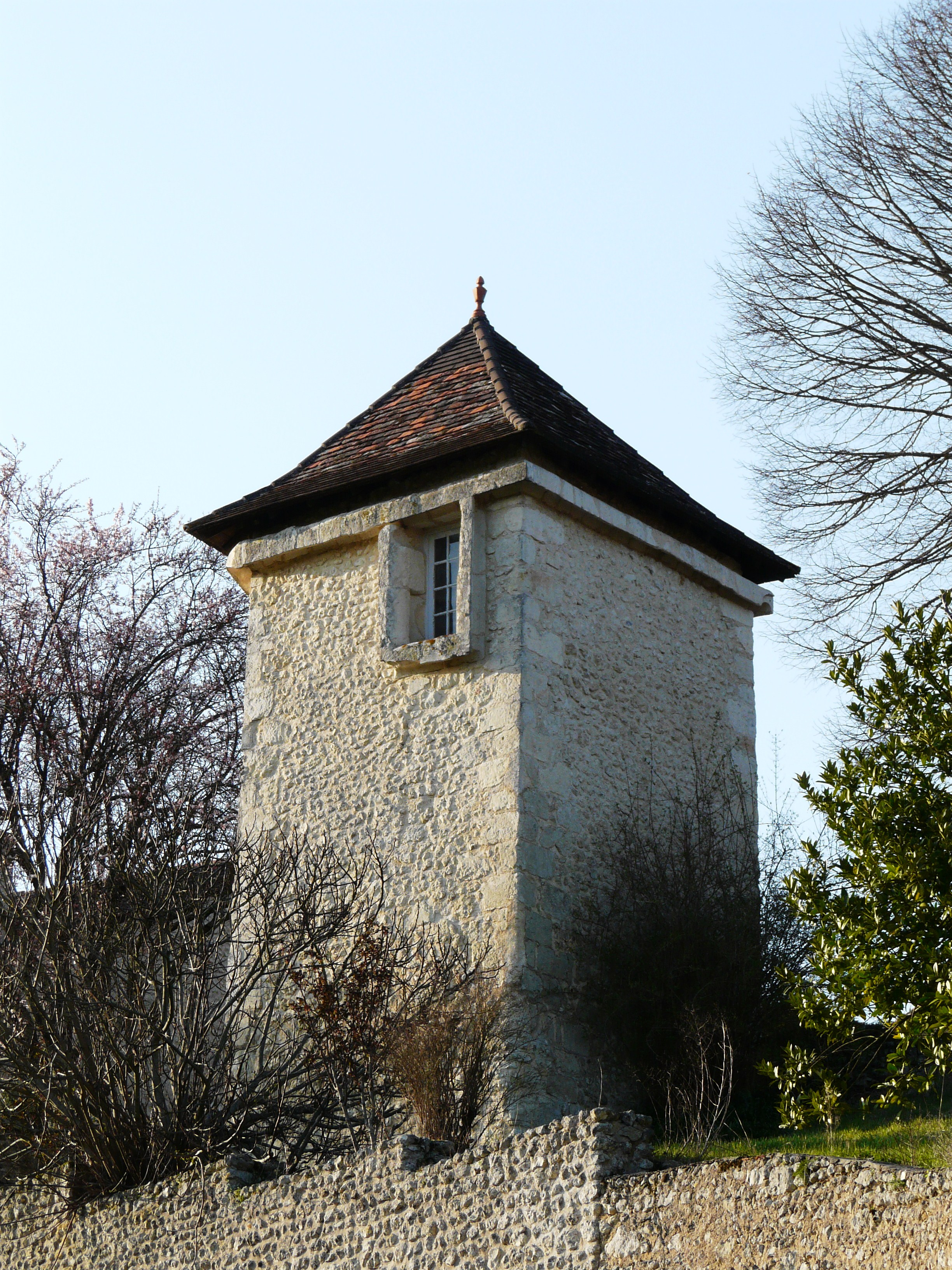
Le pigeonnier de la Beauvière.
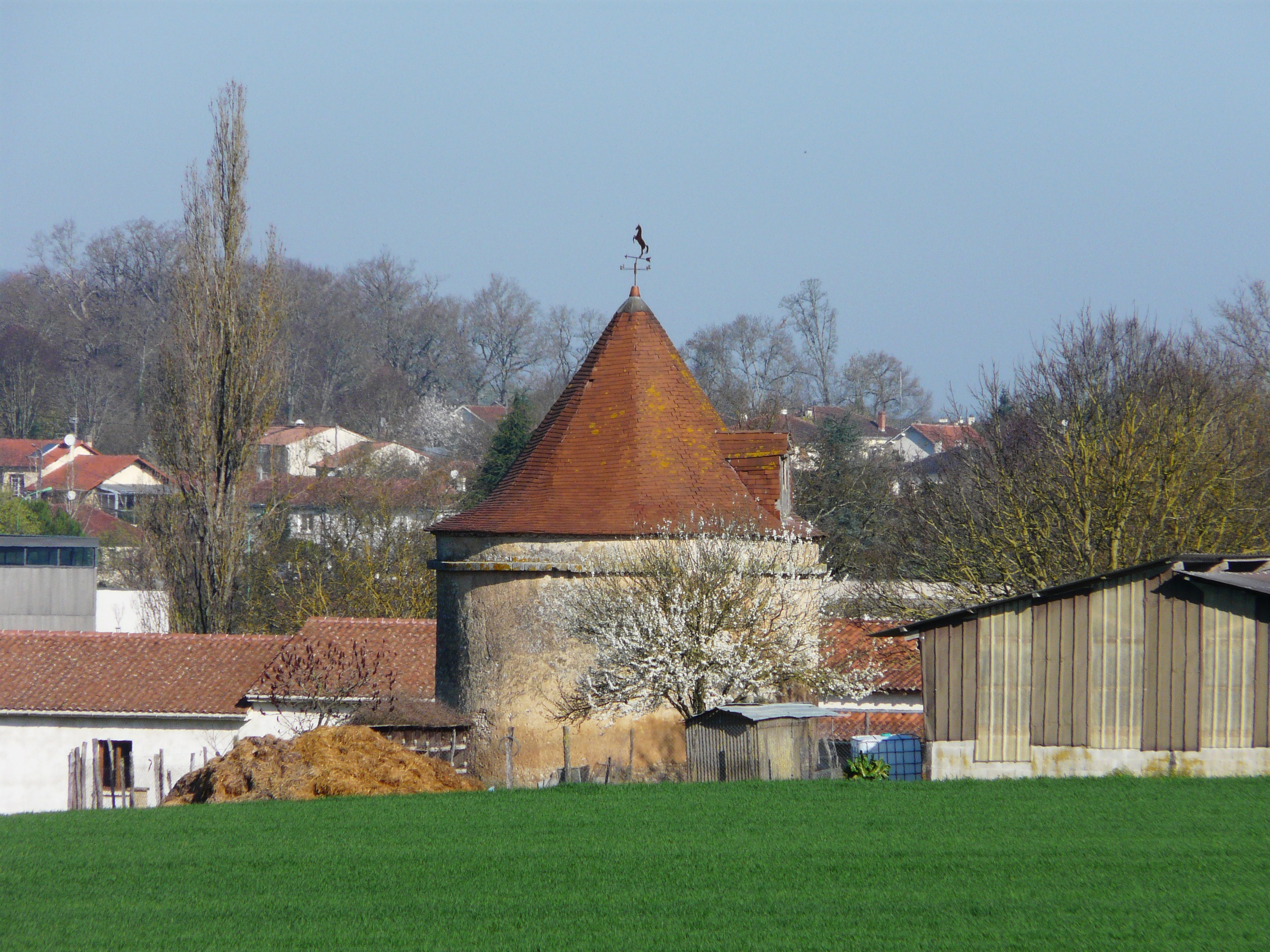
Le pigeonnier de la Grande Ferrière.
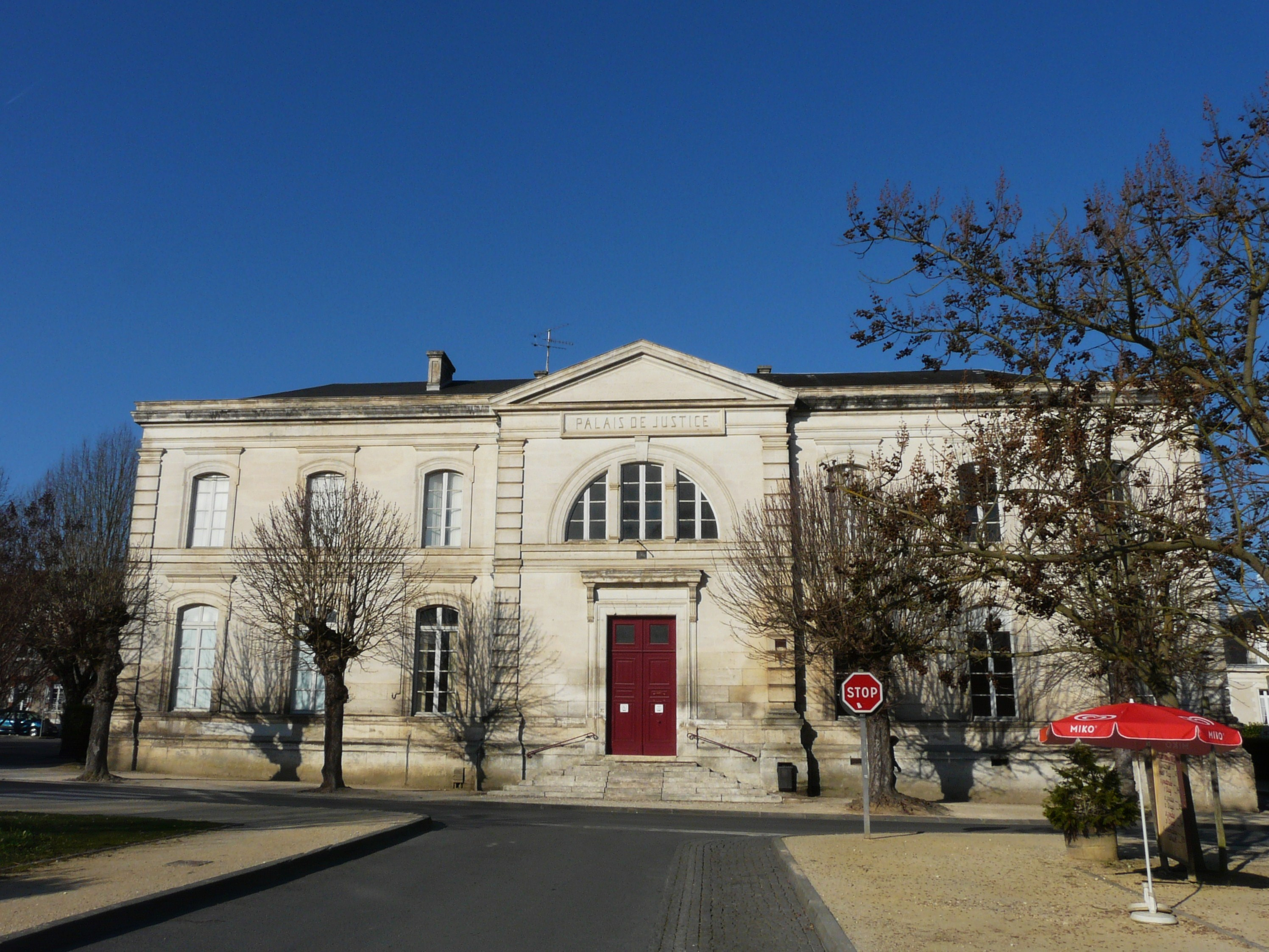
L'ancien palais de justice.
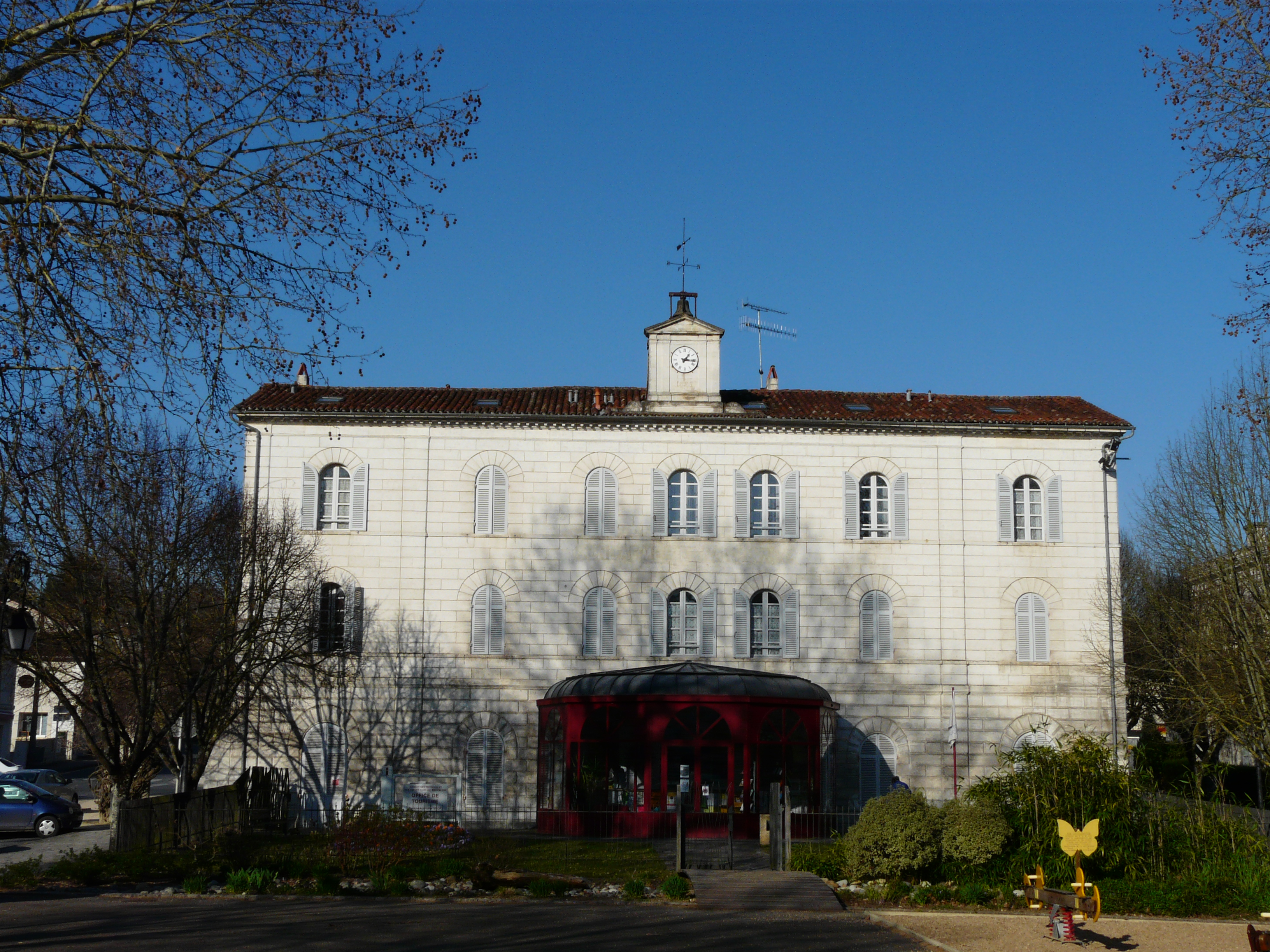
L'ancienne gendarmerie transformée en office de tourisme.
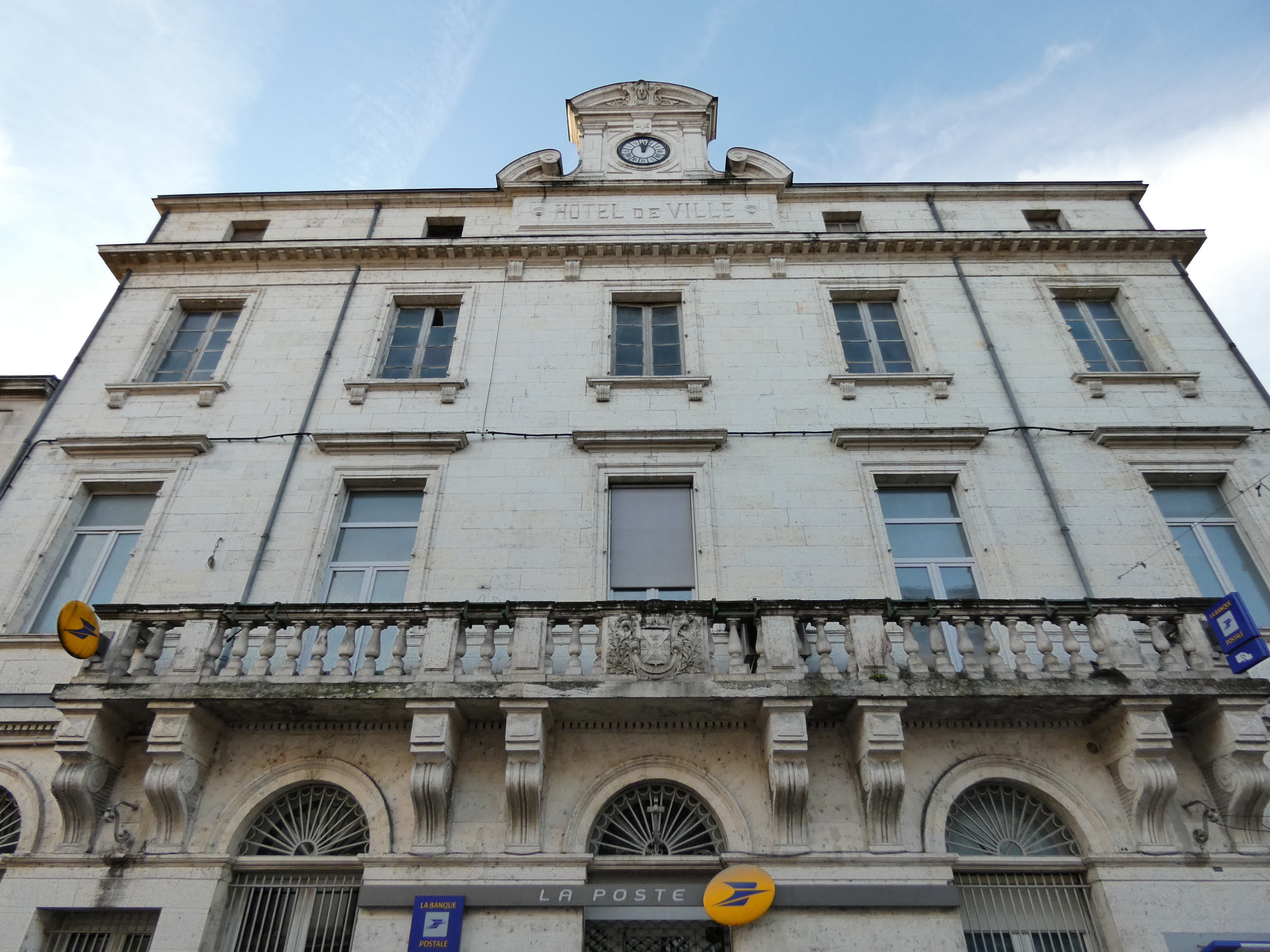
Poste, ancien hôtel de ville.
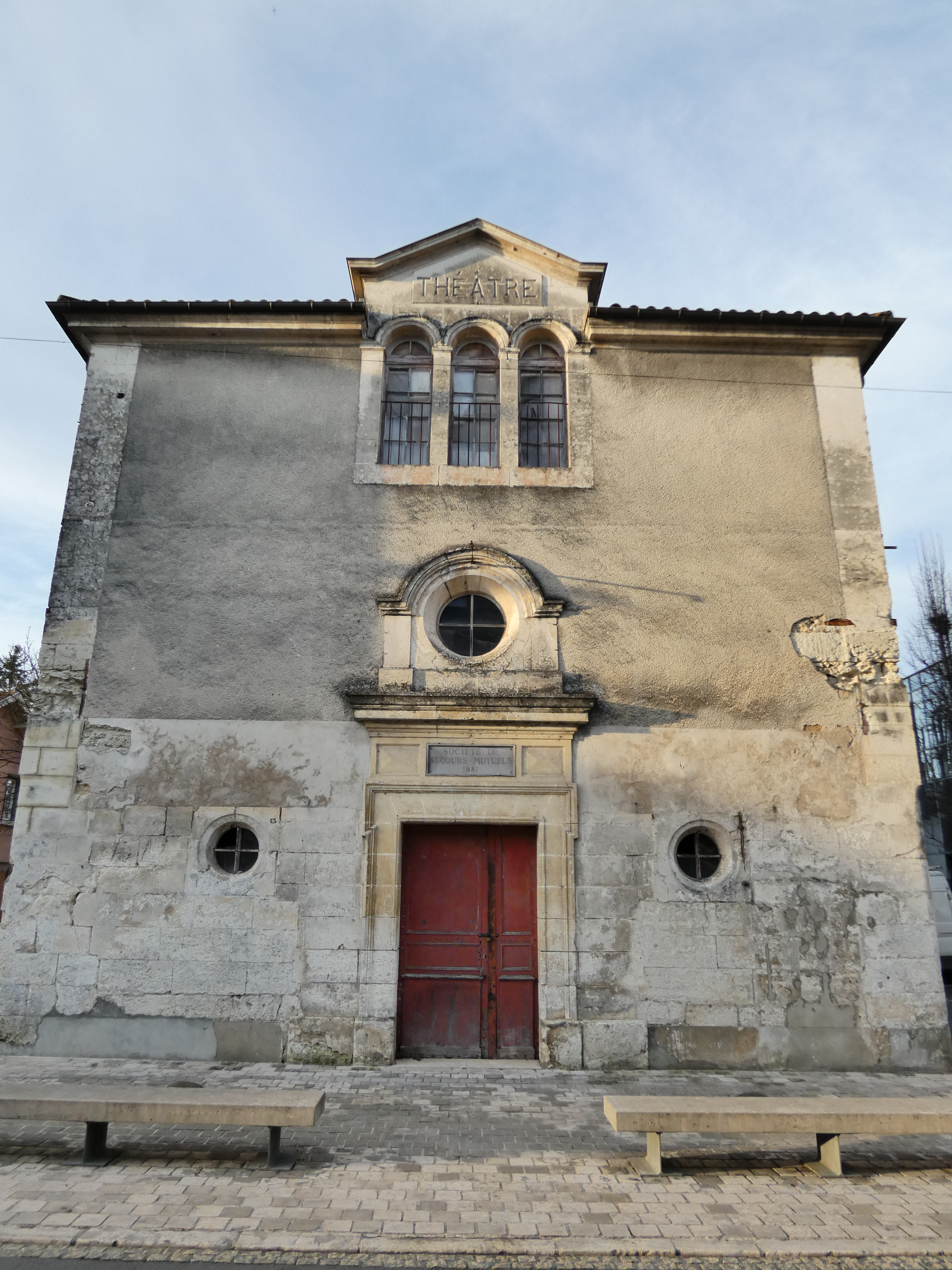
L'ancien théâtre.
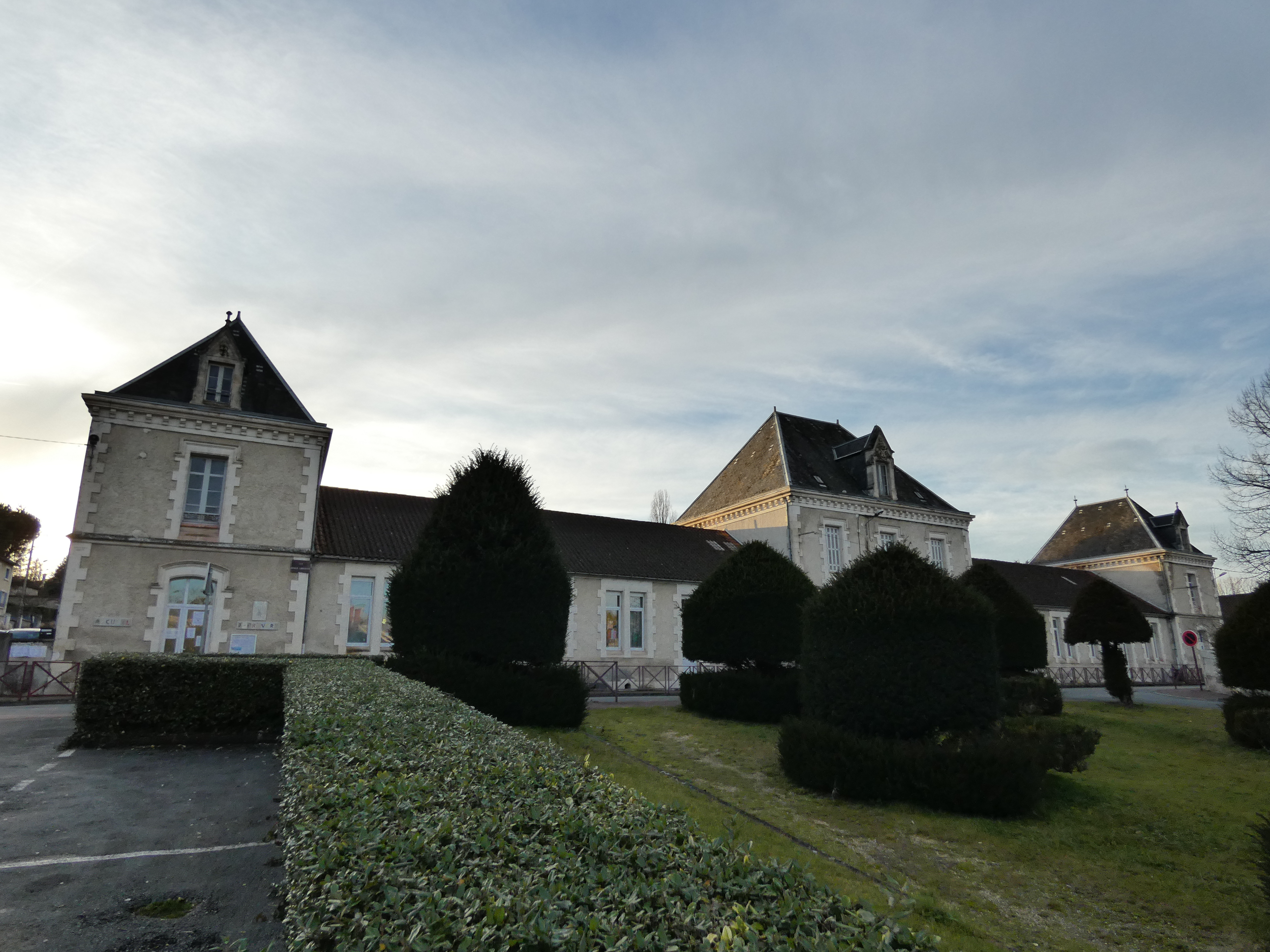
École de filles, actuellement école Jacques Prévert.
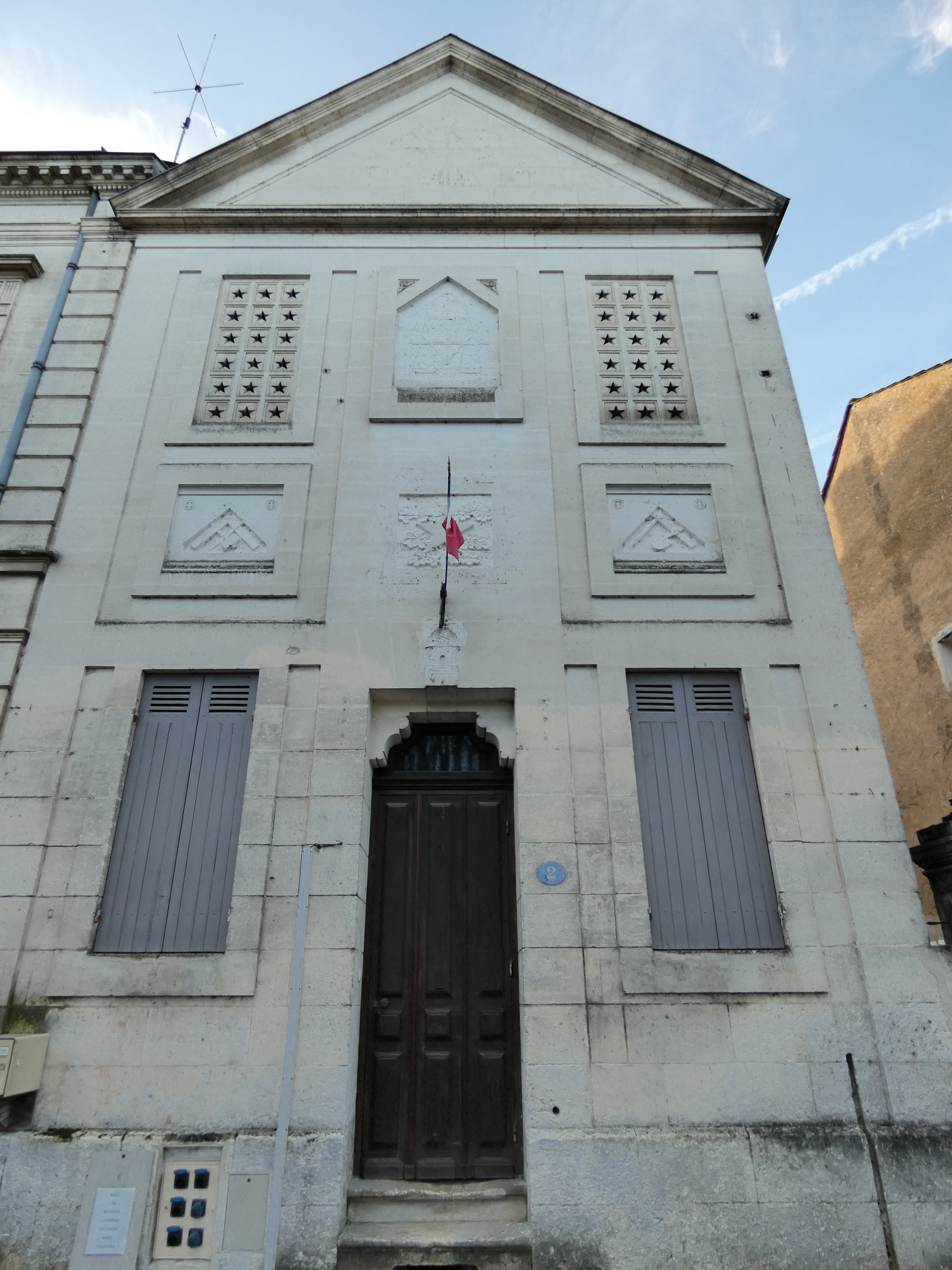
Loge maçonnique de la Ruche des Patriotes.

#### Patrimoine religieux
Avant la Révolution, le territoire de la ville de Ribérac était partagé entre trois paroisses dont les chefs-lieux étaient les villages de Saint-Martial, de Faye et de Saint-Martin. Pour des commodités de culte, trois églises annexes représentaient dans Ribérac ces églises paroissiales. L'église Notre-Dame représentait l'église Saint-Martial, l'église du Chalard représentait l'église de Faye, et l'église de la Trinité, l'église Saint-Martin. L'église Notre-Dame était la vieille chapelle féodale du château. Elle a été démolie pendant les guerres de Religion et reconstruite agrandie (et était depuis 1500 une collégiale). L'église du Chalard était l'église du prieuré du même nom. L'église de la Trinité a été construite par François de Crémoux après 1725 et remise au culte vers 1731. Mais dès 1753, la charpente de l'église menace ruine et doit être réparée. L'église de la Trinité est un lieu de réunion publique, puis un temple de la Raison pendant la Révolution. La commune envisage d'en faire l'église paroissiale mais finalement choisit l'église Notre-Dame. L'église est ensuite désaffectée, transformée successivement en dépôt de fourrage et de marché aux grains. Elle est démolie et remplacée par le théâtre municipal.
L'ancienne église Notre-Dame, ex-chapelle du château, XIIe siècle, devenue église collégiale en 1500 et église paroissiale à la Révolution jusqu'en 1935, transformée ensuite en salle d'expositions, a été inscrite au titre des monuments historiques en 1975,.
L'église Notre-Dame-de-la-Paix, construite en 1933-1934 en style néo-roman selon les plans de l'architecte Jacques Laffillée, a été inscrite en 2000,. Cette église conserve un tableau de Jean-Paul Laurens : Jésus chassé de la Synagogue,, déposé par l'État. L'église Saint-Joseph de Pau a été construite en 1935 sur le modèle de Notre-Dame-de-la-Paix. Comme de nombreux autres édifices de Ribérac, le toit et le clocher de Notre-Dame-de-la-Paix ont été ravagés lors d'un violent orage de grêle en juin 2022 ; le clocher a retrouvé sa couverture en avril 2024 et la restauration du toit devrait s'achever en mai, avant de passer à la rénovation des voûtes et de l'intérieur. Cependant, les cloches ne fonctionnent plus pour éviter de déstabiliser l'édifice et un diagnostic d'un an qui doit se conclure à l'automne 2024 devrait permettre de connaître l'étendue des réparations à effectuer.
L'église Saint-Pierre de Faye, du XIIe siècle, est inscrite en 1946,.
L'église Saint-Martial est l'église paroissiale de l'ancienne commune de Saint Martial de Dronne, fusionnée avec Ribérac dans les premières années de la Révolution. Construite au XIIe siècle, elle est de forme massive avec une chapelle latérale du XVIe siècle.

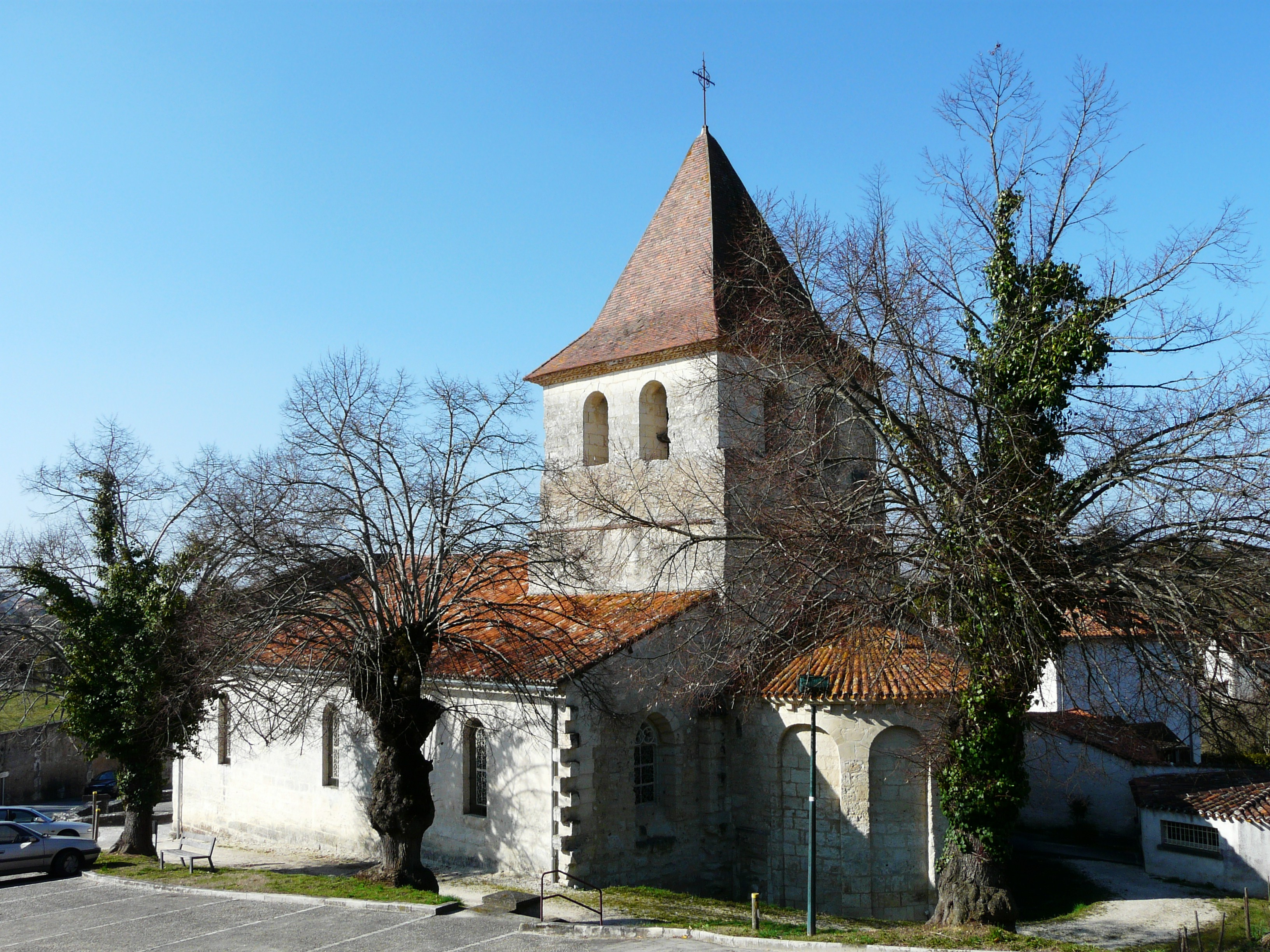
L'ancienne église Notre-Dame.
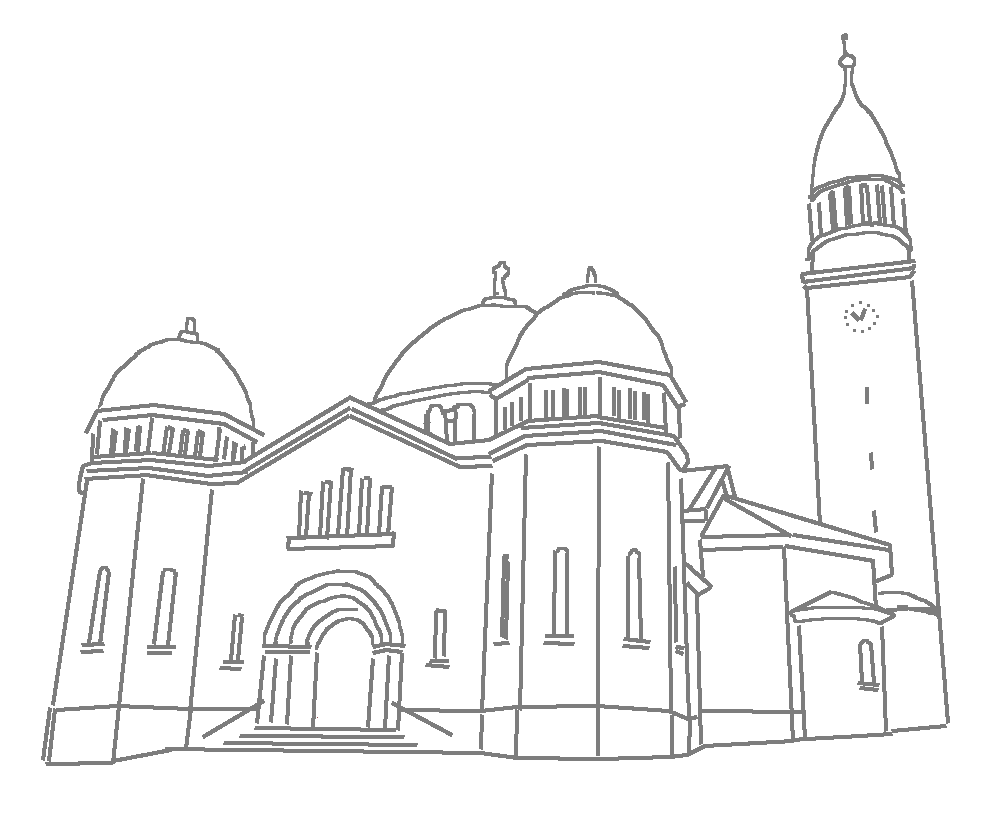
L'église Notre-Dame de la Paix.
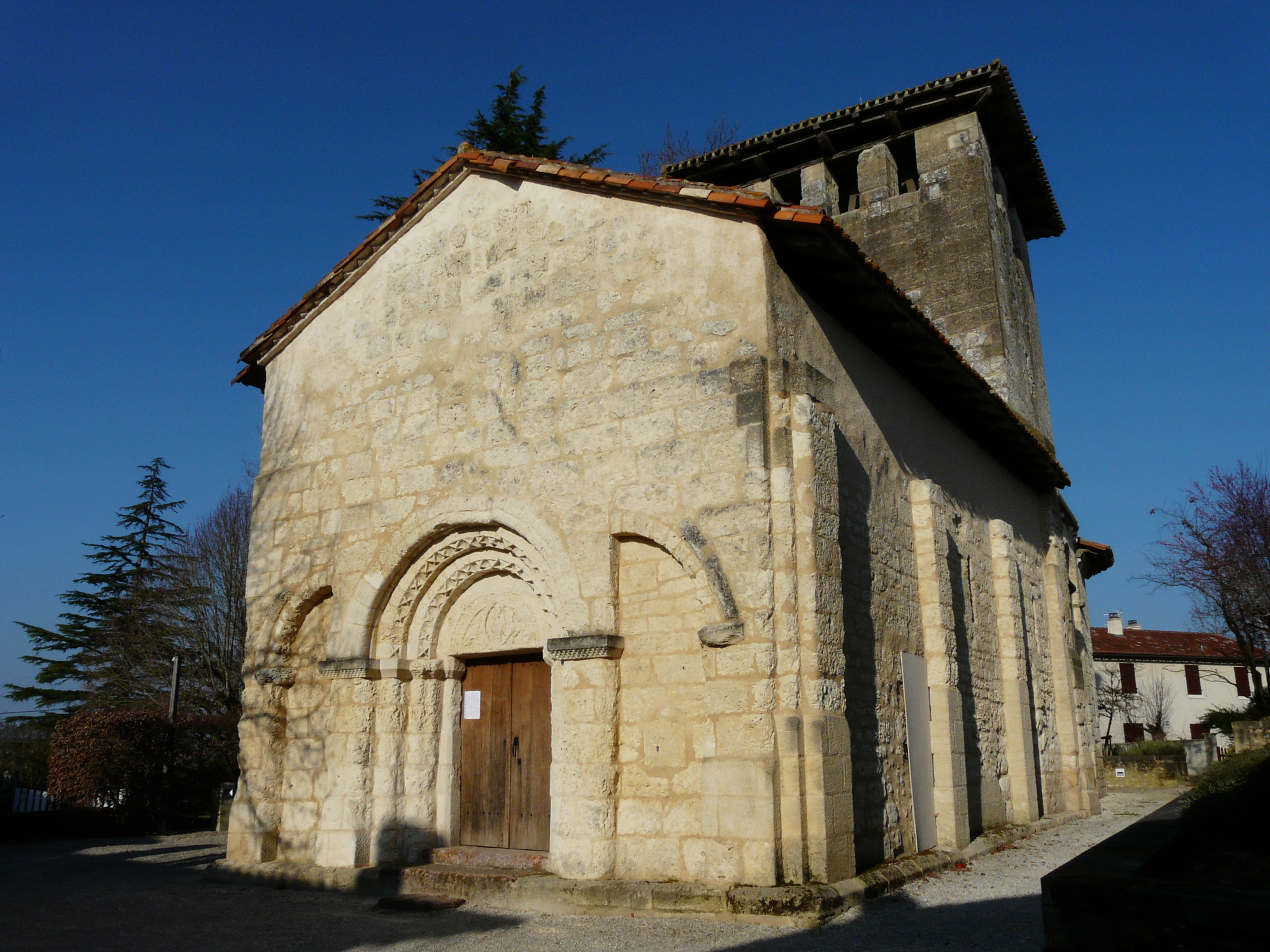
L'église Saint-Pierre de Faye.
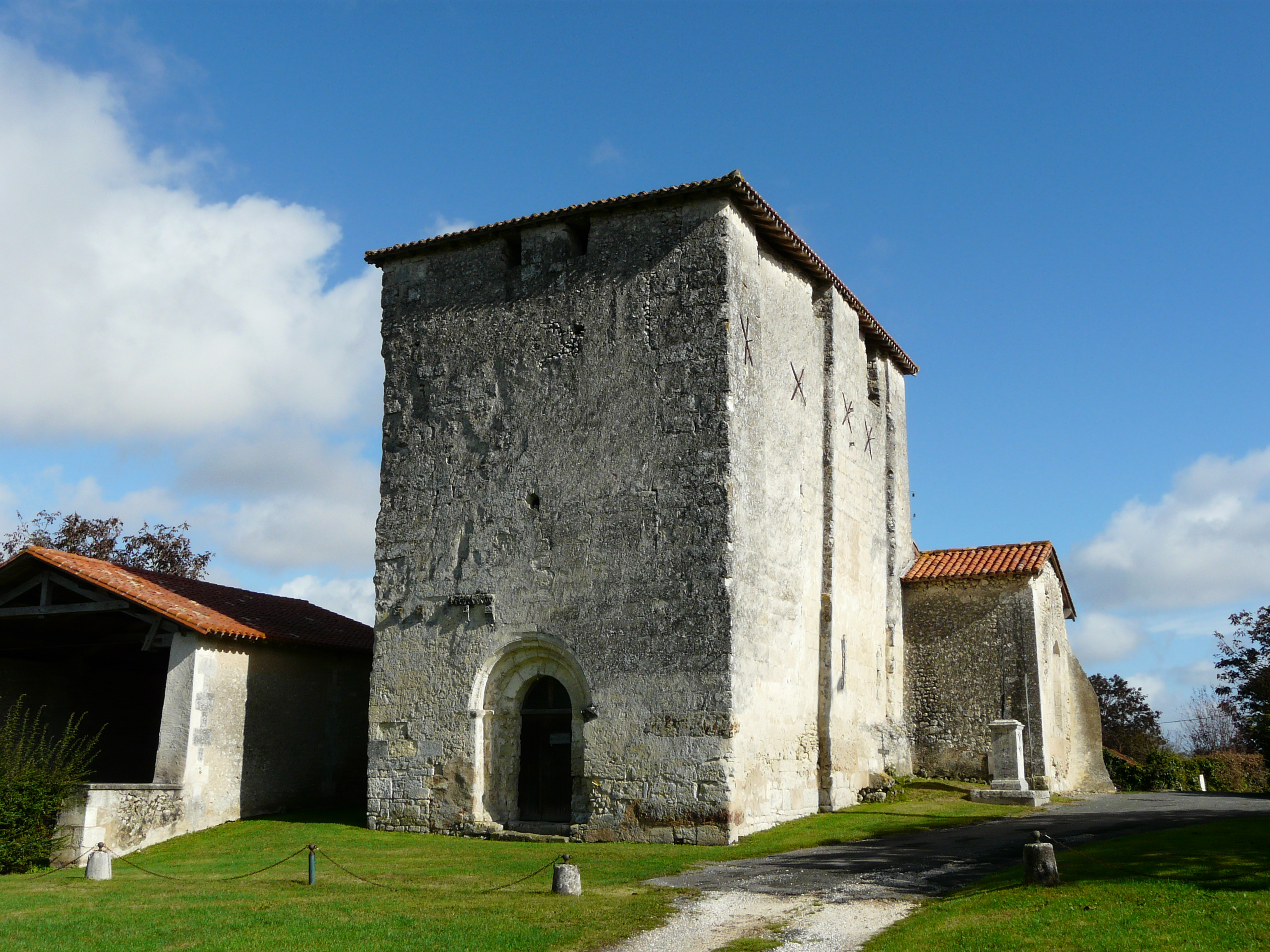
L'église Saint-Martial.

#### Patrimoine statuaire et mémoriel
- La Main gauche ouverte a été sculptée en 2003 par l'artiste américain Edmund Ashby (1956-2011). Elle est située à l'espace Rietberg de Ribérac et son pendant, la Main droite ouverte, est situé en Allemagne, à Rietberg, ville jumelée avec Ribérac[232].
- Le cheval de la place du Général-de-Gaulle a également été sculpté par Edmund Ashby[233].
- Jeune fille courant, implantée au lycée de Ribérac. Cette statue a été réalisée au titre du 1 % artistique par Georges Halbout du Tanney (1895-1986) en 1975[234].
- La statue de la Vierge Marie de l'institution privée « école-collège Notre-Dame de Ribérac » institution Notre-Dame.
- Monument aux morts de 1870 et au colonel de Nattes inauguré en 1910. Les sculpteurs sont Aristide Croisy et Édouard Drouot[235].
- Monument commémoratif du centenaire de la Révolution inauguré en 1889 (socle te buste identiques à ceux de Saint-Girons), sculpté par Paul Lecreux (1826-1894)[236]. Actuellement implanté dans le jardin public.
- Monument aux morts de 1914-1918, implanté place de la Liberté[237].
- Monument des fusillés de 1944, inauguré le 26 mars 1946[238].

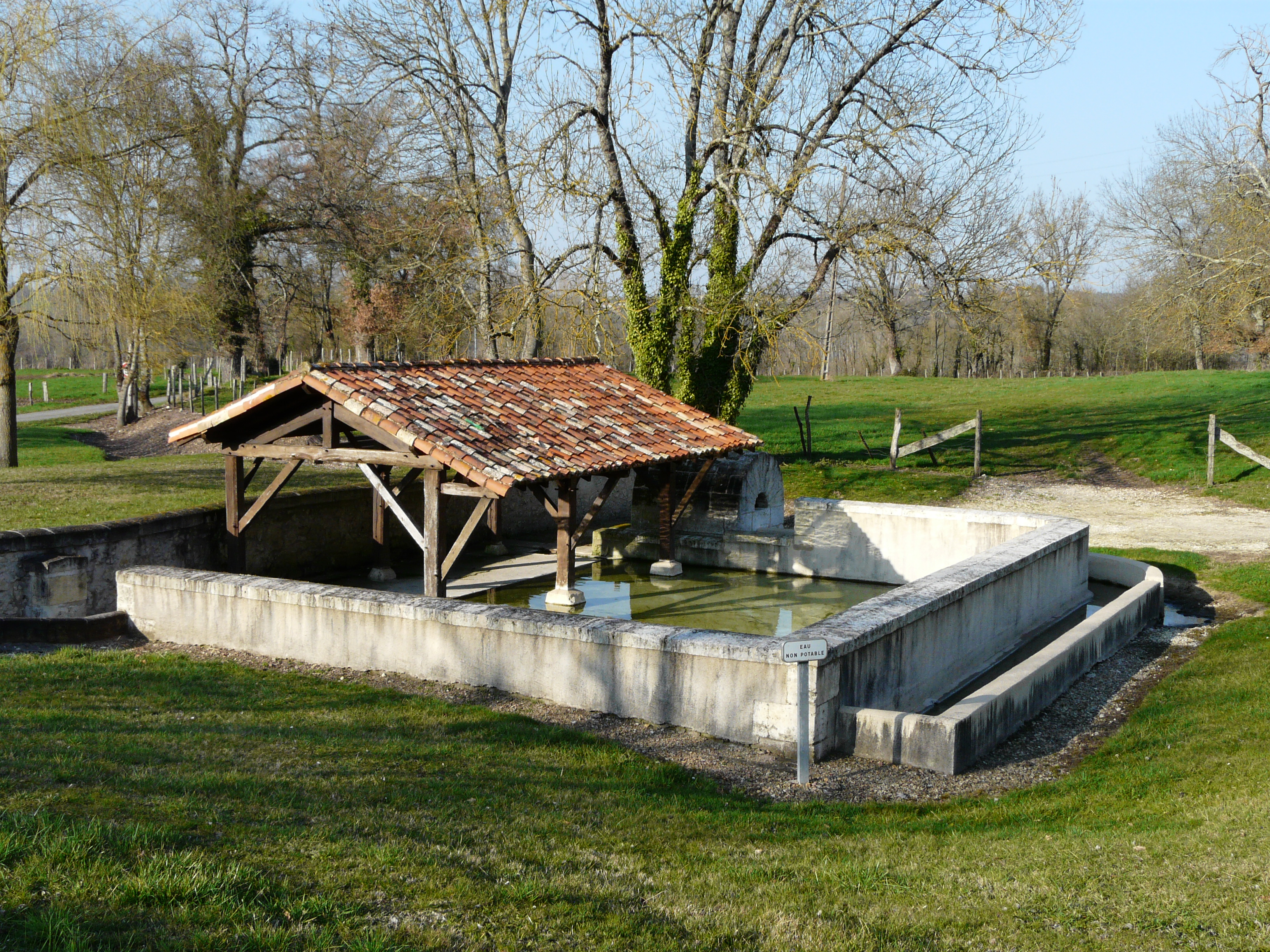
Lavoir de Faye

#### Petit patrimoine
Ribérac compte vingt-deux lavoirs sur son territoire, dont notamment le lavoir de Faye.
Outre celui-ci, les autres lavoirs recensés sur Ribérac sont : lavoir de la Basse Ferrière, lavoir du Bazas, lavoir des Bidoux, lavoir de Chez Faye, lavoir de Chez Félix, lavoir de Chez Saudou, lavoir de la Côte, lavoir de Félard, lavoir de la Foresterie, lavoir des Francilloux, lavoir de la Gaudinie, lavoir de Lavergne, lavoir de Maison Neuve, lavoir de la Mouthe, lavoir des Moutilloux, lavoir du Prunier, lavoir de Saint-Martial, lavoir de la Sarrazinie, lavoir de Sous les Vignes, lavoir de Toutifaut, lavoir (ou fontaine) des Vignauds.
Trois fontaines existent à Ribérac : la fontaine du rond-point du Relais, celle de la Main gauche ouverte et celle de la place Debonnière, avec son fil d'eau de 55 mètres de long.

#### Espaces verts, jardins, parcs et squares
- Le jardin de la Mairie entoure l'actuelle mairie de Ribérac. Il est composé de grands arbres sans doute contemporains de ce petit château construit entre 1856 et 1865 par le docteur Simon pour sa fille[241]. Des tables de pique-nique y ont été installées. Ce jardin a une superficie d'environ 7 000 m2, déduction faite de la partie parking.
- Le parc des Beauvières est un jardin ouvert composé de grands arbres, notamment des séquoias. Il est situé entre le boulevard François-Mitterrand, la rue de l'Amiral-Augey-Dufresse et la place André-Pradeau. Il est voisin de l'école maternelle occupant une maison bourgeoise. Sa superficie est d'environ 5 700 m2.
- Le Jardin public est doté d'une aire de jeu avec toboggan, balançoire à bascule et toile d'araignée. Il est situé entre la place Joseph-Debonnière, la place André-Pradeau, les tennis et le ruisseau du Ribéraguet. Sa superficie est de 4 455 m2.
- La Mare aux Grenouilles est située au croisement des avenues de Royan et du 26e-Régiment-d'Infanterie, au sein d'un quartier pavillonnaire. Sa superficie est de 3 735 m2 dont 2 345 m2 pour la partie en eau.
- Le square situé à côté du skatepark a une superficie d'environ 2 300 m2.
- Le square de l'Espace Rietberg a une superficie d'environ 500 m2.
- Le square situé derrière le cinéma Max-Linder a une superficie d'environ 500 m2.
- Le square Raymond-Darène est formé par le périmètre compris entre les rues de l'Amiral-Augey-Dufresse, du Palais et des Fusillés. Le monument des fusillés de 1944 occupe ce square qui a une superficie d'environ 450 m2.
- Le jardin des Abeilles est situé dans le quartier des Arts. Il a une superficie de 353 m2.
- Le square Pompidou est situé entre la rue Notre-Dame et le talus de l'ancien château. Sa superficie est d'environ 200 m2.
- La place Debonnière est dotée d'une fontaine, d'un fil d'eau, d'une tonnelle de glycines et sa cabine téléphonique allemande a été transformée en boîte à livres[242].
- La Trame bleue, qui mesure environ 1,1 km, est un cheminement piétonnier le long du Ribéraguet, depuis la rue Couleau jusqu'à la rue du 26-Mars-1944. De la rue Couleau à la rue Achille-Simon, le piéton emprunte une passerelle en surplomb du ruisseau. De la rue Achille-Simon jusqu'à la rue Gambetta, le cheminement passe entre les jardins des maisons du centre-ville sur le Ribéraguet canalisé et dessert le square de l'espace Rieberg. Puis le parcours piéton continue place du Général-de-Gaulle et place Joseph-Debonnière. À partir du Jardin public, le Ribéraguet est de nouveau à l'air libre. Ensuite la Trame bleue suit le ruisseau et passe entre les tennis, dans l'enceinte du stade municipal, puis longe le parcours santé et enfin traverse le Ribéraguet par une passerelle pour remonter jusqu'à la rue du 26-Mars-1944[243].
- Parcours de santé.

### Gastronomie et produits sous signes officiels de qualité
Les productions du Ribéracois sont le blé, l'orge, le maïs, la truffe noire du Périgord, le foie gras, le cèpe ou la Noix du Périgord.
Ribérac fait partie de l'aire géographique de la Noix du Périgord (AOC), de l'aire géographique du canard à foie gras du Périgord (IGP), de l'aire géographique de l'Agneau du Périgord (IGP), de l'aire géographique de la Fraise du Périgord (IGP) et de l'aire géographique du Poulet du Périgord (IGP).

### Marchés
- Marché traditionnel renommé[249] en centre-ville, toute l'année, le vendredi matin (environ 150 exposants)[250].
- Dans le cadre du marché du vendredi matin, des marchés spécifiques se tiennent en fonction des périodes : marché aux noix, en novembre ; marchés au gras, de mi-novembre à mi-mars ; marché aux truffes, de décembre à mi-mars.
- Marché des producteurs (environ 20 exposants), place de la Liberté, de mi-avril à fin octobre, le mardi matin[250].

### La commune dans les arts

#### Films tournés à Ribérac
Ribérac a servi de lieu de tournage à quatre films :
- en 2008 : Vilaine (film), film de Jean-Patrick Benes et Allan Mauduit (les scènes du film ont été tournées en majorité à Ribérac)[251],
- en 2011 : Désordres, film d'Étienne Faure (scènes au stade de rugby)[252],
- en 2011 : Mon arbre, film  de Bérénice André,
- en 2015 : Cessez-le-feu, film d'Emmanuel Courcol[253].

### Personnalités liées à la commune
- Arnaut Daniel, un des plus célèbres troubadours, né à Ribérac vers 1150 ; la cité scolaire de la ville porte son nom.
- Jean Limousin (1751-1818), avocat, homme politique né et décédé à Ribérac, député de la Dordogne.
- Marc Dufraisse (1811-1876), né à Ribérac, homme politique, préfet de l'Indre, préfet des Alpes-Maritimes, député de la Seine.
- Oscar Bardi de Fourtou (1836 - 1897), né à Ribérac, homme politique, plusieurs fois ministre, fut maire de Ribérac de 1865 à 1870.
- Fernand Faure (1853-1929), économiste et homme politique, député puis sénateur de la Gironde, est né à Ribérac.
- Charles Ribière (1854-1921), né et inhumé à Ribérac, physicien, haut fonctionnaire, inspecteur général des Ponts et Chaussées, directeur des Phares et Balises.
- Francisco Contreras Valenzuela (1877-1933), poète, critique, essayiste et écrivain chilien, il fut inhumé à Ribérac dans le caveau de la famille de son épouse Andréa Alphonse. Ses cendres furent rapatriées au Chili en 2007 grâce aux actions conjointes de Carlos Munoz Nunez et de Nicolas Platon, maire depuis 2020.
- Pierre Masse (1879-1942), avocat, sénateur et secrétaire d'État, est né à Ribérac.
- Achille Urbain (1884-1957), zoologiste, s'installe à Ribérac avec ses parents en 1888, dans la rue qui porte aujourd'hui son nom (avenue du Professeur-Urbain, anciennement « chemin des Graves »). De formation vétérinaire, il dirigea le zoo de Vincennes de 1934 à 1946, et la ménagerie du Jardin des plantes de 1936 à 1946. Il dirigea le Muséum national d'histoire naturelle de 1942 à 1949.
- Maxime Charles (1908-1993), né à Ribérac, prêtre du diocèse de Paris, aumônier de la Sorbonne, fondateur du Centre Richelieu et de la revue Résurrection.
- Pierre Courtens, (1921-2004), artiste peintre, a vécu et est mort à Ribérac.
- Jean-Pierre Escalettes, (né en 1935), président (2005-2010) de la Fédération française de football (FFF), fut professeur d'anglais à Ribérac.
- Frédéric Brun (né en 1957), coureur cycliste professionnel de 1979 à 1991, est né à Ribérac.
- Maylis de Kerangal, (née en 1967) femme de lettres, prix Medicis 2010, possède une maison familiale à Ribérac.
- Maxime Amblard (né en 1996), homme politique, a grandi à Ribérac, où il a effectué ses études secondaires au sein de la cité scolaire Arnaut-Daniel.

### Héraldique

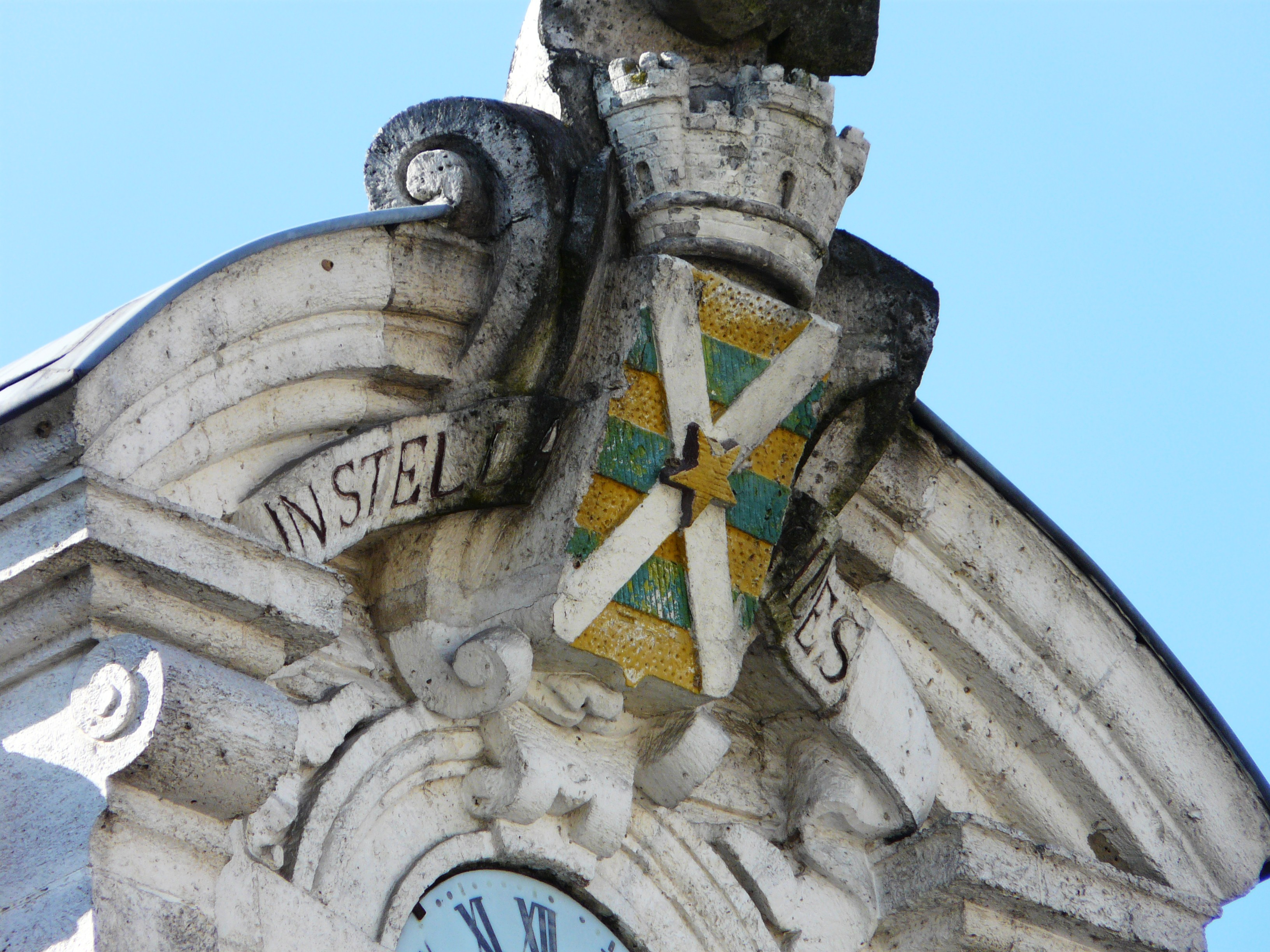
Le blason de Ribérac au fronton du bâtiment de la Caisse d'épargne.

Pour un article plus général, voir Armorial des communes de la Dordogne.
| Blason de Ribérac | Blason  | D'or à trois fasces de sinople, au sautoir d'argent chargé d'une étoile d'azur, brochant sur le tout,. |
| Blason de Ribérac | Détails | Le statut officiel du blason reste à déterminer.                                                       |

## Pour approfondir